# Dòng thời gian của đại dịch COVID-19 tại Việt Nam năm 2021
Đây là dòng thời gian các sự kiện chính trong đại dịch COVID-19 gây ra bởi SARS-CoV-2 tại Việt Nam năm 2021.

## Thống kê
| Thời gian | Tổng số ca | Tổng số ca | Tổng số ca |
| Thời gian | Mắc mới    | Hồi phục   | Tử vong    |
| --------- | ---------- | ---------- | ---------- |
| Tháng 1   | 352        | 132        | 0          |
| Tháng 2   | 631        | 419        | 0          |
| Tháng 3   | 155        | 483        | 0          |
| Tháng 4   | 325        | 157        | 0          |
| Tháng 5   | 4.393      | 514        | 12         |
| Tháng 6   | 9.542      | 3.810      | 34         |
| Tháng 7   | 128.823    | 31.894     | 1.225      |
| Tháng 8   | 316.410    | 200.126    | 10.198     |
| Tháng 9   | 328.659    | 369.971    | 7.797      |
| Tháng 10  | 130.367    | 211.503    | 2.782      |
| Tháng 11  | 316.960    | 169.014    | 3.169      |
| Tháng 12  | 493.175    | 365.938    | 7.142      |
| 2021      | 1.729.792  | 1.353.961  | 32.359     |

| COVID-19 tại Việt Nam năm 2021 (số tích lũy từ đầu dịch) () Tử vong Hồi phục Đang điều trị Thg 1Thg 2Thg 3Thg 4Thg 5Thg 6Thg 7Thg 8Thg 9Thg 10Thg 11Thg 1215 ngày gần nhất15 ngày gần nhất | COVID-19 tại Việt Nam năm 2021 (số tích lũy từ đầu dịch) () Tử vong Hồi phục Đang điều trị Thg 1Thg 2Thg 3Thg 4Thg 5Thg 6Thg 7Thg 8Thg 9Thg 10Thg 11Thg 1215 ngày gần nhất15 ngày gần nhất | COVID-19 tại Việt Nam năm 2021 (số tích lũy từ đầu dịch) () Tử vong Hồi phục Đang điều trị Thg 1Thg 2Thg 3Thg 4Thg 5Thg 6Thg 7Thg 8Thg 9Thg 10Thg 11Thg 1215 ngày gần nhất15 ngày gần nhất | COVID-19 tại Việt Nam năm 2021 (số tích lũy từ đầu dịch) () Tử vong Hồi phục Đang điều trị Thg 1Thg 2Thg 3Thg 4Thg 5Thg 6Thg 7Thg 8Thg 9Thg 10Thg 11Thg 1215 ngày gần nhất15 ngày gần nhất | COVID-19 tại Việt Nam năm 2021 (số tích lũy từ đầu dịch) () Tử vong Hồi phục Đang điều trị Thg 1Thg 2Thg 3Thg 4Thg 5Thg 6Thg 7Thg 8Thg 9Thg 10Thg 11Thg 1215 ngày gần nhất15 ngày gần nhất |
| --- | --- | --- | --- | --- |
| Ngày | Ngày | | Ca nhiễm | Tử vong |
| 2021-01-01 | 2021-01-01 | | 1.474(n.a.) | 35(n.a.) |
| 2021-01-02 | 2021-01-02 | | 1.482(+0,54%) | 35(=) |
| 2021-01-03 | 2021-01-03 | | 1.492(+0,67%) | 35(=) |
| 2021-01-04 | 2021-01-04 | | 1.497(+0,34%) | 35(=) |
| 2021-01-05 | 2021-01-05 | | 1.504(+0,47%) | 35(=) |
| 2021-01-06 | 2021-01-06 | | 1.505(+0,07%) | 35(=) |
| 2021-01-07 | 2021-01-07 | | 1.509(+0,27%) | 35(=) |
| 2021-01-08 | 2021-01-08 | | 1.512(+0,2%) | 35(=) |
| 2021-01-09 | 2021-01-09 | | 1.513(+0,07%) | 35(=) |
| 2021-01-10 | 2021-01-10 | | 1.514(+0,07%) | 35(=) |
| 2021-01-11 | 2021-01-11 | | 1.515(+0,07%) | 35(=) |
| 2021-01-12 | 2021-01-12 | | 1.520(+0,33%) | 35(=) |
| 2021-01-13 | 2021-01-13 | | 1.521(+0,07%) | 35(=) |
| 2021-01-14 | 2021-01-14 | | 1.531(+0,66%) | 35(=) |
| 2021-01-15 | 2021-01-15 | | 1.536(+0,33%) | 35(=) |
| 2021-01-16 | 2021-01-16 | | 1.537(+0,07%) | 35(=) |
| 2021-01-17 | 2021-01-17 | | 1.537(=) | 35(=) |
| 2021-01-18 | 2021-01-18 | | 1.539(+0,13%) | 35(=) |
| 2021-01-19 | 2021-01-19 | | 1.540(+0,06%) | 35(=) |
| 2021-01-20 | 2021-01-20 | | 1.544(+0,26%) | 35(=) |
| 2021-01-21 | 2021-01-21 | | 1.546(+0,13%) | 35(=) |
| 2021-01-22 | 2021-01-22 | | 1.548(+0,13%) | 35(=) |
| 2021-01-23 | 2021-01-23 | | 1.548(=) | 35(=) |
| 2021-01-24 | 2021-01-24 | | 1.548(=) | 35(=) |
| 2021-01-25 | 2021-01-25 | | 1.549(+0,06%) | 35(=) |
| 2021-01-26 | 2021-01-26 | | 1.551(+0,13%) | 35(=) |
| 2021-01-27 | 2021-01-27 | | 1.551(=) | 35(=) |
| 2021-01-28 | 2021-01-28 | | 1.642(+5,9%) | 35(=) |
| 2021-01-29 | 2021-01-29 | | 1.705(+3,8%) | 35(=) |
| 2021-01-30 | 2021-01-30 | | 1.767(+3,6%) | 35(=) |
| 2021-01-31 | 2021-01-31 | | 1.817(+2,8%) | 35(=) |
| 2021-02-01 | 2021-02-01 | | 1.850(+1,8%) | 35(=) |
| 2021-02-02 | 2021-02-02 | | 1.882(+1,7%) | 35(=) |
| 2021-02-03 | 2021-02-03 | | 1.911(+1,5%) | 35(=) |
| 2021-02-04 | 2021-02-04 | | 1.957(+2,4%) | 35(=) |
| 2021-02-05 | 2021-02-05 | | 1.976(+0,97%) | 35(=) |
| 2021-02-06 | 2021-02-06 | | 1.981(+0,25%) | 35(=) |
| 2021-02-07 | 2021-02-07 | | 2.001(+1%) | 35(=) |
| 2021-02-08 | 2021-02-08 | | 2.050(+2,4%) | 35(=) |
| 2021-02-09 | 2021-02-09 | | 2.069(+0,93%) | 35(=) |
| 2021-02-10 | 2021-02-10 | | 2.091(+1,1%) | 35(=) |
| 2021-02-11 | 2021-02-11 | | 2.140(+2,3%) | 35(=) |
| 2021-02-12 | 2021-02-12 | | 2.142(+0,09%) | 35(=) |
| 2021-02-13 | 2021-02-13 | | 2.195(+2,5%) | 35(=) |
| 2021-02-14 | 2021-02-14 | | 2.228(+1,5%) | 35(=) |
| 2021-02-15 | 2021-02-15 | | 2.269(+1,8%) | 35(=) |
| 2021-02-16 | 2021-02-16 | | 2.311(+1,9%) | 35(=) |
| 2021-02-17 | 2021-02-17 | | 2.329(+0,78%) | 35(=) |
| 2021-02-18 | 2021-02-18 | | 2.347(+0,77%) | 35(=) |
| 2021-02-19 | 2021-02-19 | | 2.362(+0,64%) | 35(=) |
| 2021-02-20 | 2021-02-20 | | 2.368(+0,25%) | 35(=) |
| 2021-02-21 | 2021-02-21 | | 2.383(+0,63%) | 35(=) |
| 2021-02-22 | 2021-02-22 | | 2.392(+0,38%) | 35(=) |
| 2021-02-23 | 2021-02-23 | | 2.401(+0,38%) | 35(=) |
| 2021-02-24 | 2021-02-24 | | 2.412(+0,46%) | 35(=) |
| 2021-02-25 | 2021-02-25 | | 2.420(+0,33%) | 35(=) |
| 2021-02-26 | 2021-02-26 | | 2.426(+0,25%) | 35(=) |
| 2021-02-27 | 2021-02-27 | | 2.432(+0,25%) | 35(=) |
| 2021-02-28 | 2021-02-28 | | 2.448(+0,66%) | 35(=) |
| 2021-03-01 | 2021-03-01 | | 2.461(+0,53%) | 35(=) |
| 2021-03-02 | 2021-03-02 | | 2.472(+0,45%) | 35(=) |
| 2021-03-03 | 2021-03-03 | | 2.482(+0,4%) | 35(=) |
| 2021-03-04 | 2021-03-04 | | 2.488(+0,24%) | 35(=) |
| 2021-03-05 | 2021-03-05 | | 2.494(+0,24%) | 35(=) |
| 2021-03-06 | 2021-03-06 | | 2.507(+0,52%) | 35(=) |
| 2021-03-07 | 2021-03-07 | | 2.512(+0,2%) | 35(=) |
| 2021-03-08 | 2021-03-08 | | 2.524(+0,48%) | 35(=) |
| 2021-03-09 | 2021-03-09 | | 2.526(+0,08%) | 35(=) |
| 2021-03-10 | 2021-03-10 | | 2.529(+0,12%) | 35(=) |
| 2021-03-11 | 2021-03-11 | | 2.533(+0,16%) | 35(=) |
| 2021-03-12 | 2021-03-12 | | 2.550(+0,67%) | 35(=) |
| 2021-03-13 | 2021-03-13 | | 2.553(+0,12%) | 35(=) |
| 2021-03-14 | 2021-03-14 | | 2.554(+0,04%) | 35(=) |
| 2021-03-15 | 2021-03-15 | | 2.557(+0,12%) | 35(=) |
| 2021-03-16 | 2021-03-16 | | 2.560(+0,12%) | 35(=) |
| 2021-03-17 | 2021-03-17 | | 2.567(+0,27%) | 35(=) |
| 2021-03-18 | 2021-03-18 | | 2.570(+0,12%) | 35(=) |
| 2021-03-19 | 2021-03-19 | | 2.571(+0,04%) | 35(=) |
| 2021-03-20 | 2021-03-20 | | 2.572(+0,04%) | 35(=) |
| 2021-03-21 | 2021-03-21 | | 2.572(=) | 35(=) |
| 2021-03-22 | 2021-03-22 | | 2.575(+0,12%) | 35(=) |
| 2021-03-23 | 2021-03-23 | | 2.576(+0,04%) | 35(=) |
| 2021-03-24 | 2021-03-24 | | 2.576(=) | 35(=) |
| 2021-03-25 | 2021-03-25 | | 2.579(+0,12%) | 35(=) |
| 2021-03-26 | 2021-03-26 | | 2.586(+0,27%) | 35(=) |
| 2021-03-27 | 2021-03-27 | | 2.586(=) | 35(=) |
| 2021-03-28 | 2021-03-28 | | 2.591(+0,19%) | 35(=) |
| 2021-03-29 | 2021-03-29 | | 2.594(+0,12%) | 35(=) |
| 2021-03-30 | 2021-03-30 | | 2.594(=) | 35(=) |
| 2021-03-31 | 2021-03-31 | | 2.603(+0,35%) | 35(=) |
| 2021-04-01 | 2021-04-01 | | 2.617(+0,54%) | 35(=) |
| 2021-04-02 | 2021-04-02 | | 2.620(+0,11%) | 35(=) |
| 2021-04-03 | 2021-04-03 | | 2.626(+0,23%) | 35(=) |
| 2021-04-04 | 2021-04-04 | | 2.631(+0,19%) | 35(=) |
| 2021-04-05 | 2021-04-05 | | 2.637(+0,23%) | 35(=) |
| 2021-04-06 | 2021-04-06 | | 2.648(+0,42%) | 35(=) |
| 2021-04-07 | 2021-04-07 | | 2.659(+0,42%) | 35(=) |
| 2021-04-08 | 2021-04-08 | | 2.668(+0,34%) | 35(=) |
| 2021-04-09 | 2021-04-09 | | 2.683(+0,56%) | 35(=) |
| 2021-04-10 | 2021-04-10 | | 2.692(+0,34%) | 35(=) |
| 2021-04-11 | 2021-04-11 | | 2.693(+0,04%) | 35(=) |
| 2021-04-12 | 2021-04-12 | | 2.705(+0,45%) | 35(=) |
| 2021-04-13 | 2021-04-13 | | 2.714(+0,33%) | 35(=) |
| 2021-04-14 | 2021-04-14 | | 2.733(+0,7%) | 35(=) |
| 2021-04-15 | 2021-04-15 | | 2.758(+0,91%) | 35(=) |
| 2021-04-16 | 2021-04-16 | | 2.772(+0,51%) | 35(=) |
| 2021-04-17 | 2021-04-17 | | 2.781(+0,32%) | 35(=) |
| 2021-04-18 | 2021-04-18 | | 2.784(+0,11%) | 35(=) |
| 2021-04-19 | 2021-04-19 | | 2.791(+0,25%) | 35(=) |
| 2021-04-20 | 2021-04-20 | | 2.801(+0,36%) | 35(=) |
| 2021-04-21 | 2021-04-21 | | 2.806(+0,18%) | 35(=) |
| 2021-04-22 | 2021-04-22 | | 2.816(+0,36%) | 35(=) |
| 2021-04-23 | 2021-04-23 | | 2.830(+0,5%) | 35(=) |
| 2021-04-24 | 2021-04-24 | | 2.833(+0,11%) | 35(=) |
| 2021-04-25 | 2021-04-25 | | 2.843(+0,35%) | 35(=) |
| 2021-04-26 | 2021-04-26 | | 2.852(+0,32%) | 35(=) |
| 2021-04-27 | 2021-04-27 | | 2.857(+0,18%) | 35(=) |
| 2021-04-28 | 2021-04-28 | | 2.865(+0,28%) | 35(=) |
| 2021-04-29 | 2021-04-29 | | 2.910(+1,6%) | 35(=) |
| 2021-04-30 | 2021-04-30 | | 2.928(+0,62%) | 35(=) |
| 2021-05-01 | 2021-05-01 | | 2.942(+0,48%) | 35(=) |
| 2021-05-02 | 2021-05-02 | | 2.962(+0,68%) | 35(=) |
| 2021-05-03 | 2021-05-03 | | 2.981(+0,64%) | 35(=) |
| 2021-05-04 | 2021-05-04 | | 2.996(+0,5%) | 35(=) |
| 2021-05-05 | 2021-05-05 | | 3.022(+0,87%) | 35(=) |
| 2021-05-06 | 2021-05-06 | | 3.090(+2,3%) | 35(=) |
| 2021-05-07 | 2021-05-07 | | 3.137(+1,5%) | 35(=) |
| 2021-05-08 | 2021-05-08 | | 3.230(+3%) | 35(=) |
| 2021-05-09 | 2021-05-09 | | 3.332(+3,2%) | 35(=) |
| 2021-05-10 | 2021-05-10 | | 3.461(+3,9%) | 35(=) |
| 2021-05-11 | 2021-05-11 | | 3.537(+2,2%) | 35(=) |
| 2021-05-12 | 2021-05-12 | | 3.623(+2,4%) | 35(=) |
| 2021-05-13 | 2021-05-13 | | 3.710(+2,4%) | 35(=) |
| 2021-05-14 | 2021-05-14 | | 3.816(+2,9%) | 35(=) |
| 2021-05-15 | 2021-05-15 | | 3.985(+4,4%) | 36(+2,9%) |
| 2021-05-16 | 2021-05-16 | | 4.175(+4,8%) | 36(=) |
| 2021-05-17 | 2021-05-17 | | 4.359(+4,4%) | 37(+2,8%) |
| 2021-05-18 | 2021-05-18 | | 4.512(+3,5%) | 37(=) |
| 2021-05-19 | 2021-05-19 | | 4.690(+3,9%) | 37(=) |
| 2021-05-20 | 2021-05-20 | | 4.809(+2,5%) | 39(+5,4%) |
| 2021-05-21 | 2021-05-21 | | 4.941(+2,7%) | 41(+5,1%) |
| 2021-05-22 | 2021-05-22 | | 5.086(+2,9%) | 41(=) |
| 2021-05-23 | 2021-05-23 | | 5.217(+2,6%) | 42(+2,4%) |
| 2021-05-24 | 2021-05-24 | | 5.404(+3,6%) | 44(+4,8%) |
| 2021-05-25 | 2021-05-25 | | 5.851(+8,3%) | 44(=) |
| 2021-05-26 | 2021-05-26 | | 6.086(+4%) | 45(+2,3%) |
| 2021-05-27 | 2021-05-27 | | 6.316(+3,8%) | 46(+2,2%) |
| 2021-05-28 | 2021-05-28 | | 6.570(+4%) | 47(+2,2%) |
| 2021-05-29 | 2021-05-29 | | 6.856(+4,4%) | 47(=) |
| 2021-05-30 | 2021-05-30 | | 7.107(+3,7%) | 47(=) |
| 2021-05-31 | 2021-05-31 | | 7.321(+3%) | 47(=) |
| 2021-06-01 | 2021-06-01 | | 7.572(+3,4%) | 48(+2,1%) |
| 2021-06-02 | 2021-06-02 | | 7.813(+3,2%) | 49(+2,1%) |
| 2021-06-03 | 2021-06-03 | | 8.063(+3,2%) | 49(=) |
| 2021-06-04 | 2021-06-04 | | 8.287(+2,8%) | 51(+4,1%) |
| 2021-06-05 | 2021-06-05 | | 8.541(+3,1%) | 53(+3,9%) |
| 2021-06-06 | 2021-06-06 | | 8.747(+2,4%) | 53(=) |
| 2021-06-07 | 2021-06-07 | | 8.983(+2,7%) | 53(=) |
| 2021-06-08 | 2021-06-08 | | 9.158(+1,9%) | 55(+3,8%) |
| 2021-06-09 | 2021-06-09 | | 9.565(+4,4%) | 55(=) |
| 2021-06-10 | 2021-06-10 | | 9.784(+2,3%) | 55(=) |
| 2021-06-11 | 2021-06-11 | | 9.980(+2%) | 57(+3,6%) |
| 2021-06-12 | 2021-06-12 | | 10.241(+2,6%) | 58(+1,8%) |
| 2021-06-13 | 2021-06-13 | | 10.538(+2,9%) | 59(+1,7%) |
| 2021-06-14 | 2021-06-14 | | 10.810(+2,6%) | 61(+3,4%) |
| 2021-06-15 | 2021-06-15 | | 11.212(+3,7%) | 61(=) |
| 2021-06-16 | 2021-06-16 | | 11.635(+3,8%) | 61(=) |
| 2021-06-17 | 2021-06-17 | | 12.150(+4,4%) | 61(=) |
| 2021-06-18 | 2021-06-18 | | 12.414(+2,2%) | 62(+1,6%) |
| 2021-06-19 | 2021-06-19 | | 12.900(+3,9%) | 64(+3,2%) |
| 2021-06-20 | 2021-06-20 | | 13.211(+2,4%) | 66(+3,1%) |
| 2021-06-21 | 2021-06-21 | | 13.483(+2,1%) | 69(+4,5%) |
| 2021-06-22 | 2021-06-22 | | 13.727(+1,8%) | 69(=) |
| 2021-06-23 | 2021-06-23 | | 13.947(+1,6%) | 70(+1,4%) |
| 2021-06-24 | 2021-06-24 | | 14.232(+2%) | 72(+2,9%) |
| 2021-06-25 | 2021-06-25 | | 14.537(+2,1%) | 74(+2,8%) |
| 2021-06-26 | 2021-06-26 | | 15.275(+5,1%) | 74(=) |
| 2021-06-27 | 2021-06-27 | | 15.643(+2,4%) | 76(+2,7%) |
| 2021-06-28 | 2021-06-28 | | 16.041(+2,5%) | 76(=) |
| 2021-06-29 | 2021-06-29 | | 16.413(+2,3%) | 80(+5,3%) |
| 2021-06-30 | 2021-06-30 | | 16.863(+2,7%) | 81(+1,2%) |
| 2021-07-01 | 2021-07-01 | | 17.576(+4,2%) | 81(=) |
| 2021-07-02 | 2021-07-02 | | 18.121(+3,1%) | 84(+3,7%) |
| 2021-07-03 | 2021-07-03 | | 19.043(+5,1%) | 84(=) |
| 2021-07-04 | 2021-07-04 | | 19.933(+4,7%) | 86(+2,4%) |
| 2021-07-05 | 2021-07-05 | | 21.035(+5,5%) | 90(+4,7%) |
| 2021-07-06 | 2021-07-06 | | 22.064(+4,9%) | 94(+4,4%) |
| 2021-07-07 | 2021-07-07 | | 23.071(+4,6%) | 102(+8,5%) |
| 2021-07-08 | 2021-07-08 | | 24.385(+5,7%) | 105(+2,9%) |
| 2021-07-09 | 2021-07-09 | | 26.010(+6,7%) | 110(+4,8%) |
| 2021-07-10 | 2021-07-10 | | 27.863(+7,1%) | 112(+1,8%) |
| 2021-07-11 | 2021-07-11 | | 29.816(+7%) | 119(+6,2%) |
| 2021-07-12 | 2021-07-12 | | 32.199(+8%) | 125(+5%) |
| 2021-07-13 | 2021-07-13 | | 34.500(+7,1%) | 132(+5,6%) |
| 2021-07-14 | 2021-07-14 | | 37.434(+8,5%) | 138(+4,5%) |
| 2021-07-15 | 2021-07-15 | | 40.850(+9,1%) | 207(+50%) |
| 2021-07-16 | 2021-07-16 | | 44.186(+8,2%) | 225(+8,7%) |
| 2021-07-17 | 2021-07-17 | | 47.904(+8,4%) | 225(=) |
| 2021-07-18 | 2021-07-18 | | 53.830(+12%) | 254(+13%) |
| 2021-07-19 | 2021-07-19 | | 58.025(+7,8%) | 334(+31%) |
| 2021-07-20 | 2021-07-20 | | 62.820(+8,3%) | 334(=) |
| 2021-07-21 | 2021-07-21 | | 68.177(+8,5%) | 370(+11%) |
| 2021-07-22 | 2021-07-22 | | 74.371(+9,1%) | 370(=) |
| 2021-07-23 | 2021-07-23 | | 81.678(+9,8%) | 370(=) |
| 2021-07-24 | 2021-07-24 | | 90.934(+11%) | 370(=) |
| 2021-07-25 | 2021-07-25 | | 98.465(+8,3%) | 370(=) |
| 2021-07-26 | 2021-07-26 | | 106.347(+8%) | 524(+42%) |
| 2021-07-27 | 2021-07-27 | | 114.260(+7,4%) | 524(=) |
| 2021-07-28 | 2021-07-28 | | 120.819(+5,7%) | 524(=) |
| 2021-07-29 | 2021-07-29 | | 128.413(+6,3%) | 863(+65%) |
| 2021-07-30 | 2021-07-30 | | 137.062(+6,7%) | 1.161(+35%) |
| 2021-07-31 | 2021-07-31 | | 145.686(+6,3%) | 1.306(+12%) |
| 2021-08-01 | 2021-08-01 | | 154.306(+5,9%) | 1.306(=) |
| 2021-08-02 | 2021-08-02 | | 161.761(+4,8%) | 1.695(+30%) |
| 2021-08-03 | 2021-08-03 | | 170.190(+5,2%) | 2.071(+22%) |
| 2021-08-04 | 2021-08-04 | | 177.813(+4,5%) | 2.327(+12%) |
| 2021-08-05 | 2021-08-05 | | 185.057(+4,1%) | 2.720(+17%) |
| 2021-08-06 | 2021-08-06 | | 193.381(+4,5%) | 3.016(+11%) |
| 2021-08-07 | 2021-08-07 | | 200.715(+3,8%) | 3.016(=) |
| 2021-08-08 | 2021-08-08 | | 210.405(+4,8%) | 3.397(+13%) |
| 2021-08-09 | 2021-08-09 | | 219.745(+4,4%) | 3.757(+11%) |
| 2021-08-10 | 2021-08-10 | | 228.135(+3,8%) | 4.145(+10%) |
| 2021-08-11 | 2021-08-11 | | 236.901(+3,8%) | 4.487(+8,3%) |
| 2021-08-12 | 2021-08-12 | | 246.568(+4,1%) | 4.813(+7,3%) |
| 2021-08-13 | 2021-08-13 | | 255.748(+3,7%) | 5.088(+5,7%) |
| 2021-08-14 | 2021-08-14 | | 265.464(+3,8%) | 5.437(+6,9%) |
| 2021-08-15 | 2021-08-15 | | 275.044(+3,6%) | 5.774(+6,2%) |
| 2021-08-16 | 2021-08-16 | | 283.672(+3,1%) | 6.141(+6,4%) |
| 2021-08-17 | 2021-08-17 | | 293.301(+3,4%) | 6.472(+5,4%) |
| 2021-08-18 | 2021-08-18 | | 301.957(+3%) | 6.770(+4,6%) |
| 2021-08-19 | 2021-08-19 | | 312.611(+3,5%) | 7.150(+5,6%) |
| 2021-08-20 | 2021-08-20 | | 323.268(+3,4%) | 7.540(+5,5%) |
| 2021-08-21 | 2021-08-21 | | 336.707(+4,2%) | 7.540(=) |
| 2021-08-22 | 2021-08-22 | | 348.059(+3,4%) | 8.277(+9,8%) |
| 2021-08-23 | 2021-08-23 | | 358.456(+3%) | 8.666(+4,7%) |
| 2021-08-24 | 2021-08-24 | | 369.279(+3%) | 9.014(+4%) |
| 2021-08-25 | 2021-08-25 | | 381.363(+3,3%) | 9.349(+3,7%) |
| 2021-08-26 | 2021-08-26 | | 392.938(+3%) | 9.667(+3,4%) |
| 2021-08-27 | 2021-08-27 | | 410.366(+4,4%) | 10.053(+4%) |
| 2021-08-28 | 2021-08-28 | | 422.469(+2,9%) | 10.405(+3,5%) |
| 2021-08-29 | 2021-08-29 | | 435.132(+3%) | 10.749(+3,3%) |
| 2021-08-30 | 2021-08-30 | | 449.489(+3,3%) | 11.064(+2,9%) |
| 2021-08-31 | 2021-08-31 | | 462.096(+2,8%) | 11.504(+4%) |
| 2021-09-01 | 2021-09-01 | | 473.530(+2,5%) | 11.868(+3,2%) |
| 2021-09-02 | 2021-09-02 | | 486.727(+2,8%) | 12.138(+2,3%) |
| 2021-09-03 | 2021-09-03 | | 501.649(+3,1%) | 12.446(+2,5%) |
| 2021-09-04 | 2021-09-04 | | 511.170(+1,9%) | 12.793(+2,8%) |
| 2021-09-05 | 2021-09-05 | | 524.307(+2,6%) | 13.074(+2,2%) |
| 2021-09-06 | 2021-09-06 | | 536.788(+2,4%) | 13.385(+2,4%) |
| 2021-09-07 | 2021-09-07 | | 550.996(+2,6%) | 13.701(+2,4%) |
| 2021-09-08 | 2021-09-08 | | 563.676(+2,3%) | 14.135(+3,2%) |
| 2021-09-09 | 2021-09-09 | | 576.096(+2,2%) | 14.470(+2,4%) |
| 2021-09-10 | 2021-09-10 | | 589.417(+2,3%) | 14.745(+1,9%) |
| 2021-09-11 | 2021-09-11 | | 601.349(+2%) | 15.018(+1,9%) |
| 2021-09-12 | 2021-09-12 | | 613.375(+2%) | 15.279(+1,7%) |
| 2021-09-13 | 2021-09-13 | | 624.547(+1,8%) | 15.660(+2,5%) |
| 2021-09-14 | 2021-09-14 | | 635.055(+1,7%) | 15.936(+1,8%) |
| 2021-09-15 | 2021-09-15 | | 645.640(+1,7%) | 16.186(+1,6%) |
| 2021-09-16 | 2021-09-16 | | 656.129(+1,6%) | 16.425(+1,5%) |
| 2021-09-17 | 2021-09-17 | | 667.650(+1,8%) | 16.637(+1,3%) |
| 2021-09-18 | 2021-09-18 | | 677.023(+1,4%) | 16.857(+1,3%) |
| 2021-09-19 | 2021-09-19 | | 687.063(+1,5%) | 17.090(+1,4%) |
| 2021-09-20 | 2021-09-20 | | 695.744(+1,3%) | 17.305(+1,3%) |
| 2021-09-21 | 2021-09-21 | | 707.436(+1,7%) | 17.545(+1,4%) |
| 2021-09-22 | 2021-09-22 | | 718.963(+1,6%) | 17.781(+1,3%) |
| 2021-09-23 | 2021-09-23 | | 728.435(+1,3%) | 18.017(+1,3%) |
| 2021-09-24 | 2021-09-24 | | 736.972(+1,2%) | 18.220(+1,1%) |
| 2021-09-25 | 2021-09-25 | | 746.678(+1,3%) | 18.400(+0,99%) |
| 2021-09-26 | 2021-09-26 | | 756.689(+1,3%) | 18.584(+1%) |
| 2021-09-27 | 2021-09-27 | | 766.051(+1,2%) | 18.758(+0,94%) |
| 2021-09-28 | 2021-09-28 | | 770.640(+0,6%) | 18.936(+0,95%) |
| 2021-09-29 | 2021-09-29 | | 779.398(+1,1%) | 19.098(+0,86%) |
| 2021-09-30 | 2021-09-30 | | 790.755(+1,5%) | 19.301(+1,1%) |
| 2021-10-01 | 2021-10-01 | | 797.712(+0,88%) | 19.437(+0,7%) |
| 2021-10-02 | 2021-10-02 | | 803.202(+0,69%) | 19.601(+0,84%) |
| 2021-10-03 | 2021-10-03 | | 808.578(+0,67%) | 19.715(+0,58%) |
| 2021-10-04 | 2021-10-04 | | 813.961(+0,67%) | 19.845(+0,66%) |
| 2021-10-05 | 2021-10-05 | | 818.324(+0,54%) | 19.979(+0,68%) |
| 2021-10-06 | 2021-10-06 | | 822.687(+0,53%) | 20.098(+0,6%) |
| 2021-10-07 | 2021-10-07 | | 826.837(+0,5%) | 20.223(+0,62%) |
| 2021-10-08 | 2021-10-08 | | 831.643(+0,58%) | 20.337(+0,56%) |
| 2021-10-09 | 2021-10-09 | | 836.134(+0,54%) | 20.442(+0,52%) |
| 2021-10-10 | 2021-10-10 | | 839.662(+0,42%) | 20.555(+0,55%) |
| 2021-10-11 | 2021-10-11 | | 843.281(+0,43%) | 20.670(+0,56%) |
| 2021-10-12 | 2021-10-12 | | 846.230(+0,35%) | 20.763(+0,45%) |
| 2021-10-13 | 2021-10-13 | | 849.691(+0,41%) | 20.869(+0,51%) |
| 2021-10-14 | 2021-10-14 | | 853.842(+0,49%) | 20.950(+0,39%) |
| 2021-10-15 | 2021-10-15 | | 857.639(+0,44%) | 21.043(+0,44%) |
| 2021-10-16 | 2021-10-16 | | 860.860(+0,38%) | 21.131(+0,42%) |
| 2021-10-17 | 2021-10-17 | | 864.053(+0,37%) | 21.194(+0,3%) |
| 2021-10-18 | 2021-10-18 | | 867.221(+0,37%) | 21.269(+0,35%) |
| 2021-10-19 | 2021-10-19 | | 870.255(+0,35%) | 21.344(+0,35%) |
| 2021-10-20 | 2021-10-20 | | 873.901(+0,42%) | 21.416(+0,34%) |
| 2021-10-21 | 2021-10-21 | | 877.537(+0,42%) | 21.487(+0,33%) |
| 2021-10-22 | 2021-10-22 | | 881.522(+0,45%) | 21.543(+0,26%) |
| 2021-10-23 | 2021-10-23 | | 884.895(+0,38%) | 21.620(+0,36%) |
| 2021-10-24 | 2021-10-24 | | 888.940(+0,46%) | 21.673(+0,25%) |
| 2021-10-25 | 2021-10-25 | | 892.579(+0,41%) | 21.738(+0,3%) |
| 2021-10-26 | 2021-10-26 | | 896.174(+0,4%) | 21.802(+0,29%) |
| 2021-10-27 | 2021-10-27 | | 900.585(+0,49%) | 21.856(+0,25%) |
| 2021-10-28 | 2021-10-28 | | 905.477(+0,54%) | 21.910(+0,25%) |
| 2021-10-29 | 2021-10-29 | | 910.376(+0,54%) | 21.966(+0,26%) |
| 2021-10-30 | 2021-10-30 | | 915.603(+0,57%) | 22.030(+0,29%) |
| 2021-10-31 | 2021-10-31 | | 921.122(+0,6%) | 22.083(+0,24%) |
| 2021-11-01 | 2021-11-01 | | 923.541(+0,26%) | 22.135(+0,24%) |
| 2021-11-02 | 2021-11-02 | | 932.357(+0,95%) | 22.205(+0,32%) |
| 2021-11-03 | 2021-11-03 | | 939.463(+0,76%) | 22.283(+0,35%) |
| 2021-11-04 | 2021-11-04 | | 946.043(+0,7%) | 22.342(+0,26%) |
| 2021-11-05 | 2021-11-05 | | 953.547(+0,79%) | 22.412(+0,31%) |
| 2021-11-06 | 2021-11-06 | | 961.038(+0,79%) | 22.470(+0,26%) |
| 2021-11-07 | 2021-11-07 | | 968.684(+0,8%) | 22.531(+0,27%) |
| 2021-11-08 | 2021-11-08 | | 976.672(+0,82%) | 22.598(+0,3%) |
| 2021-11-09 | 2021-11-09 | | 984.805(+0,83%) | 22.686(+0,39%) |
| 2021-11-10 | 2021-11-10 | | 992.735(+0,81%) | 22.765(+0,35%) |
| 2021-11-11 | 2021-11-11 | | 1.000.897(+0,82%) | 22.849(+0,37%) |
| 2021-11-12 | 2021-11-12 | | 1.009.879(+0,9%) | 22.930(+0,35%) |
| 2021-11-13 | 2021-11-13 | | 1.018.376(+0,84%) | 23.018(+0,38%) |
| 2021-11-14 | 2021-11-14 | | 1.026.522(+0,8%) | 23.082(+0,28%) |
| 2021-11-15 | 2021-11-15 | | 1.035.138(+0,84%) | 23.183(+0,44%) |
| 2021-11-16 | 2021-11-16 | | 1.045.397(+0,99%) | 23.270(+0,38%) |
| 2021-11-17 | 2021-11-17 | | 1.055.246(+0,94%) | 23.337(+0,29%) |
| 2021-11-18 | 2021-11-18 | | 1.065.469(+0,97%) | 23.476(+0,6%) |
| 2021-11-19 | 2021-11-19 | | 1.075.094(+0,9%) | 23.578(+0,43%) |
| 2021-11-20 | 2021-11-20 | | 1.084.625(+0,89%) | 23.685(+0,45%) |
| 2021-11-21 | 2021-11-21 | | 1.094.514(+0,91%) | 23.761(+0,32%) |
| 2021-11-22 | 2021-11-22 | | 1.104.835(+0,94%) | 23.951(+0,8%) |
| 2021-11-23 | 2021-11-23 | | 1.143.967(+3,5%) | 24.118(+0,7%) |
| 2021-11-24 | 2021-11-24 | | 1.155.778(+1%) | 24.243(+0,52%) |
| 2021-11-25 | 2021-11-25 | | 1.168.228(+1,1%) | 24.407(+0,68%) |
| 2021-11-26 | 2021-11-26 | | 1.181.337(+1,1%) | 24.544(+0,56%) |
| 2021-11-27 | 2021-11-27 | | 1.197.404(+1,4%) | 24.692(+0,6%) |
| 2021-11-28 | 2021-11-28 | | 1.210.340(+1,1%) | 24.882(+0,77%) |
| 2021-11-29 | 2021-11-29 | | 1.224.110(+1,1%) | 25.055(+0,7%) |
| 2021-11-30 | 2021-11-30 | | 1.238.082(+1,1%) | 25.252(+0,79%) |
| 2021-12-01 | 2021-12-01 | | 1.252.590(+1,2%) | 25.448(+0,78%) |
| 2021-12-02 | 2021-12-02 | | 1.266.288(+1,1%) | 25.658(+0,83%) |
| 2021-12-03 | 2021-12-03 | | 1.280.780(+1,1%) | 25.858(+0,78%) |
| 2021-12-04 | 2021-12-04 | | 1.294.778(+1,1%) | 26.061(+0,79%) |
| 2021-12-05 | 2021-12-05 | | 1.309.092(+1,1%) | 26.260(+0,76%) |
| 2021-12-06 | 2021-12-06 | | 1.323.683(+1,1%) | 26.483(+0,85%) |
| 2021-12-07 | 2021-12-07 | | 1.337.523(+1%) | 26.700(+0,82%) |
| 2021-12-08 | 2021-12-08 | | 1.352.122(+1,1%) | 26.930(+0,86%) |
| 2021-12-09 | 2021-12-09 | | 1.367.433(+1,1%) | 27.186(+0,95%) |
| 2021-12-10 | 2021-12-10 | | 1.382.272(+1,1%) | 27.402(+0,79%) |
| 2021-12-11 | 2021-12-11 | | 1.398.413(+1,2%) | 27.611(+0,76%) |
| 2021-12-12 | 2021-12-12 | | 1.413.051(+1%) | 27.839(+0,83%) |
| 2021-12-13 | 2021-12-13 | | 1.428.428(+1,1%) | 28.081(+0,87%) |
| 2021-12-14 | 2021-12-14 | | 1.443.648(+1,1%) | 28.333(+0,9%) |
| 2021-12-15 | 2021-12-15 | | 1.459.175(+1,1%) | 28.616(+1%) |
| 2021-12-16 | 2021-12-16 | | 1.493.237(+2,3%) | 28.857(+0,84%) |
| 2021-12-17 | 2021-12-17 | | 1.508.473(+1%) | 29.103(+0,85%) |
| 2021-12-18 | 2021-12-18 | | 1.524.368(+1,1%) | 29.351(+0,85%) |
| 2021-12-19 | 2021-12-19 | | 1.540.478(+1,1%) | 29.566(+0,73%) |
| 2021-12-20 | 2021-12-20 | | 1.555.455(+0,97%) | 29.791(+0,76%) |
| 2021-12-21 | 2021-12-21 | | 1.571.780(+1%) | 30.041(+0,84%) |
| 2021-12-22 | 2021-12-22 | | 1.588.335(+1,1%) | 30.251(+0,7%) |
| 2021-12-23 | 2021-12-23 | | 1.604.712(+1%) | 30.531(+0,93%) |
| 2021-12-24 | 2021-12-24 | | 1.620.869(+1%) | 30.766(+0,77%) |
| 2021-12-25 | 2021-12-25 | | 1.636.455(+0,96%) | 31.007(+0,78%) |
| 2021-12-26 | 2021-12-26 | | 1.651.673(+0,93%) | 31.214(+0,67%) |
| 2021-12-27 | 2021-12-27 | | 1.666.545(+0,9%) | 31.418(+0,65%) |
| 2021-12-28 | 2021-12-28 | | 1.680.985(+0,87%) | 31.632(+0,68%) |
| 2021-12-29 | 2021-12-29 | | 1.694.874(+0,83%) | 31.877(+0,77%) |
| 2021-12-30 | 2021-12-30 | | 1.714.742(+1,2%) | 32.168(+0,91%) |
| 2021-12-31 | 2021-12-31 | | 1.731.257(+0,96%) | 32.394(+0,7%) |
| Nguồn: Tổng hợp từ Bộ Y tế Việt Nam | | | | |

## Dòng thời gian
Trước đó: Năm 2020

### Tháng 1
- Ngày 2 tháng 1, Việt Nam ghi nhận một trường hợp có biến thể SARS-CoV-2 từ Anh ở một bệnh nhân nữ 45 tuổi.[1]
- Ngày 27 tháng 1, Bộ Y tế Việt Nam nhận được thông tin một nữ công nhân người Việt Nam đã xác định dương tính với COVID-19 khi nhập cảnh vào Nhật Bản, được cơ quan y tế Nhật Bản nhận định người này mắc biến chủng mới ở Anh. Ngay lập tức, lịch sử dịch tễ của người này được điều tra để truy vết.
- Sáng ngày 28 tháng 1, Bộ Y tế Việt Nam công bố trường hợp 1552 tại Hải Dương có tiếp xúc với người này, cũng như báo động về khả năng lây lan mới. Cũng trong sáng ngày 28, bệnh nhân 1553 cũng được xác nhận lây nhiễm cộng đồng tại Quảng Ninh. Ngay lập tức, hai tỉnh trên được nâng mức báo động, Hải Dương giãn cách xã hội từ 12h trưa sau khi có 72 ca nhiễm cộng đồng,[2] kết thúc 55 ngày không lây nhiễm cộng đồng ở Việt Nam.[3] Cùng ngày, vốn hóa thị trường chứng khoán bốc hơi 15 tỷ USD, VN-Index giảm xấp xỉ 6,7%, đây là một trong những phiên giảm mạnh nhất trong lịch sử hơn 20 năm ngành chứng khoán và cũng là lần đầu tiên trong lịch sử, 30 mã bluechip trong nhóm VN30 đều giảm sàn.[4] Một triệu học sinh, sinh viên ở Hải Dương, Quảng Ninh và Hải Phòng nghỉ học do COVID-19.[5]
- Tính từ 18h ngày 27 tháng 1 đến 18h ngày 28 tháng 1, 91 ca nhiễm mới được phát hiện[6] đều có yếu tố dịch tễ liên quan đến nữ công nhân nhập cảnh vào Nhật Bản và 2 bệnh nhân 1552, 1553. Các ca này xuất hiện ở Hải Dương, Quảng Ninh, Bắc Ninh, Hải Phòng và Hà Nội, ghi nhận trong vòng 24h có số lượng ca nhiễm được phát hiện nhiều nhất kể từ khi đại dịch COVID-19 xuất hiện tại Việt Nam.
- Ngày 30 tháng 1 ghi nhận 61 ca nhiễm, ngày 31 tháng 1 ghi nhận 31 ca nhiễm. Tính tổng cả 4 ngày 28 đến 31 tháng 1, Bộ Y tế ghi nhận 238 ca nhiễm cộng đồng, ở 9 tỉnh thành gồm Hải Dương (188), Quảng Ninh (25), Hà Nội (13), Gia Lai (4), Bắc Ninh (3), Hòa Bình (2), TPHCM, Hải Phòng, Bình Dương mỗi nơi một ca.[7]

### Tháng 2
- Ngày 1 tháng 2, tổng cộng có 33 ca mới trong đó 1 ca nhập cảnh.[8][9]
- Ngày 2 tháng 2
  - Tổng cộng có 32 ca mới trong đó 1 ca nhập cảnh.[10][11]
  - Hải Dương phong tỏa 21 ngày toàn bộ TP. Chí Linh, tính kể từ 12 giờ ngày 28 tháng 1.[12]
  - Kết quả phân lập gene 11 mẫu  bệnh phẩm cho thấy Covid-19 bùng phát từ Hải Dương, Quảng Ninh do biến thể virus từ Anh.[13] Bộ trưởng Y tế Nguyễn Thanh Long yêu cầu các địa phương nâng mức cao hơn, nhanh hơn trong chống dịch.[14]
  - Bình Phước tạm dừng các hoạt động không thiết yếu đến ngày 9 tháng 2.[15]
- Bộ trưởng Nguyễn Thanh Long cho biết ba thay đổi trong chiến lược phòng, chống COVID-19 là gộp mẫu xét nghiệm, trẻ em dưới 5 tuổi được cách ly nghiêm ngặt tại nhà và giải tỏa hàng hóa từ khu vực có dịch.[16]
- Ngày 6 tháng 2, một nhân viên giám sát chất xếp hàng hóa ở sân bay Tân Sơn Nhất được công bố là bệnh nhân thứ 1979, BN này được cho là không phải nguồn lây của cụm dịch ở TPHCM. Từ ca nhiễm này đến ngày 10 tháng 2, phát hiện ít nhất ba chuỗi lây nhiễm và 18 ca khác được Thứ trưởng Bộ Y tế Nguyễn Trường Sơn đánh giá là "tình huống nảy sinh bất ngờ" do chưa rõ đường lây nhiễm.[17] Ổ dịch ở TPHCM được cho là xuất hiện đã lâu ngày[18] và nguy cơ lây nhiễm phức tạp.[19][20]
- Từ 12h ngày 9 tháng 2, TPHCM, dừng các dịch vụ không thiết yếu.[21] Bình Phước tiếp tục tạm dừng các hoạt động không thiết yếu.[22]
- Từ ngày 10 tháng 2, Đồng Nai và Cần Thơ cũng ngưng dịch vụ không thiết yếu.[23]
- Từ ngày 11 tháng 2, Bà Rịa - Vũng Tàu và Bình Thuận cũng ngưng dịch vụ không thiết yếu. Đồng Tháp tiếp tục tạm dừng các hoạt động không thiết yếu.
- Từ 0h ngày 16 tháng 2, Hải Dương cách ly xã hội toàn tỉnh.[24]
- Ngày 17 tháng 2, đã có hàng chục tỉnh, thành thông báo tiếp tục cho phép học sinh nghỉ học sau Tết Nguyên Đán 2021 để phòng, chống dịch bệnh COVID-19.[25]
- Ngày 18 tháng 2, để sử dụng cho nhu cầu cấp bách trong phòng, chống dịch COVID-19, Bộ Y tế đã đồng ý nhập khẩu 204.000 liều vaccine phòng COVID-19 đầu tiên.[26]
- Ngày 28 tháng 2, tổng ca nhiễm lên 2.448, tổng số khỏi 1.876.[27]

### Tháng 3
- Ngày 3 tháng 3, Hải Dương kết thúc cách ly xã hội toàn tỉnh theo chỉ thị 16 sau 15 ngày, chuyển sang giãn cách xã hội theo chỉ thị 15.[28]
- Ngày 6 tháng 3, Việt Nam vượt 2.500 ca mắc COVID-19.
- Ngày 8 tháng 3, việc tiêm vaccine COVID-19 được bắt đầu.[29]
- Ngày 18 tháng 3 đến 31 tháng 3, Hải Dương nới lỏng các biện pháp chống dịch, thực hiện giãn cách xã hội theo chỉ thị số 19.[30]
- Ngày 31 tháng 3, tổng số ca nhiễm lên 2.603, số khỏi 2.359, 48.256 người được tiêm tại 19 tỉnh, thành phố.[31]

### Tháng 4
- Ngày 1 tháng 4, lô vaccine AstraZeneca đầu tiên do Chương trình COVAX Facility thông qua UNICEF cho Việt Nam cùng với 92 quốc gia trên toàn thế giới đã về đến Việt Nam.[32]
- Ngày 27 tháng 4, Việt Nam xác nhận một ca nhiễm cộng đồng là BN 2857, một lễ tân khách sạn bị lây từ các chuyên gia người Ấn Độ.[33]
- Ngày 29 tháng 4, Việt Nam xác nhận một ca nhiễm cộng đồng là BN 2899, trở về từ khu cách ly ở Đà Nẵng sau khi hoàn thành cách ly 14 ngày.
- Cuối tháng 4, xuất hiện các chuỗi lây nhiễm COVID-19 từ người cách ly,[34] khiến Việt Nam tăng cường trở lại mức độ phòng chống dịch bệnh.

### Tháng 5
- Tối ngày 2 tháng 5, hai người Trung Quốc trốn khỏi khu cách ly Trường Quân sự Thành phố (huyện Củ Chi).[35]
- Ngày 6 tháng 5, Trường phổ thông liên cấp Vinschool (TP.HCM) cho 150 học sinh thuộc 5 lớp khối 4 và khối 8 nghỉ học từ ngày 6-5 trong khi chờ kết quả xét nghiệm COVID-19 của 2 học sinh diện F1.[36]
- Ngày 7 tháng 5, Bộ Y tế công bố một nữ nhân viên y tế 35 tuổi công tác tại Bệnh viện Đa khoa khu vực Tân Châu, An Giang, đã tử vong sau tiêm vaccine Covid-19, nguyên nhân dẫn đến tử vong là sốc phản vệ trên nền cơ địa dị ứng non steroid (giảm đau kháng viêm).[37][38][39]
- Từ ngày 27/4 đến 12h ngày 10/5, Việt Nam đã ghi nhận 442 ca mắc COVID-19 trong cộng đồng tại 26 tỉnh, thành phố, liên quan tới nhiều ổ dịch.[40]
- Đến ngày 13/5/2021, giai đoạn tiêm chủng đầu tiên đã hoàn tất với 959.182 liều (có 147.982 liều mua từ tháng 2-2021) đã hoàn tất.
- Ngày 16 tháng 5, Việt Nam đã tiếp nhân lo vaccine COVID-19 thứ hai cũng do COVAX tài trợ với 1.682.400 liều ASTRAZENECA, sẽ được triển khai trong tháng 5-2021[41]
- Ngày 17 tháng 5, Long An có văn bản cho học sinh, sinh viên, học viên nghỉ học và kết thúc năm học 2020-2021.
- Ngày 19 tháng 5, Thành phố Bắc Giang giãn cách xã hội theo Chỉ thị 15 từ 15h chiều sau khi có ca nhiễm liên quan đến KCN Văn Trung, Bắc Giang. Thành phố Long Khánh cũng thực hiện Chỉ thị 15 từ 5h sáng sau khi có ca nhiễm liên quan ở KCN Long Khánh, Đồng Nai.
- Ngày 22 tháng 5, Việt Nam vượt 5.000 ca mắc COVID-19.[42]
- Ngày 27 tháng 5, Thành phố Hồ Chí Minh ghi nhận 36 ca nhiễm COVID-19 liên quan đến Hội thánh Truyền giáo Phục Hưng, khiến nhiều khu vực ở 16 quận/huyện bị phong tỏa.[43]
- Ngày 30 tháng 5, sau Bắc Ninh, Bắc Giang và TP.HCM, tỉnh Đồng Nai cũng giãn cách xã hội toàn tỉnh theo Chỉ thị 15, riêng huyện Định Quán và Thống Nhất cũng giãn cách theo Chỉ thị 16, bắt đầu từ 5h ngày 31/05/2021
- Ngày 31 tháng 5, TP. HCM ra lệnh giãn cách xã hội toàn thành phố bằng cách áp dụng chỉ thị 15, riêng quận Gò Vấp và phường Thạnh Lộc (quận 12) sẽ áp dụng chỉ thị 16 với những hạn chế nghiêm ngặt đối với việc tụ tập và đóng cửa một số cơ sở kinh doanh và dịch vụ trong nỗ lực kiềm chế những ca nhiễm COVID-19 tăng vọt giữa một đợt bùng phát dịch mới.[44] Cơ quan cảnh sát điều tra Công an quận Gò Vấp ra quyết định khởi tố vụ án hình sự về tội danh "lây lan dịch bệnh truyền nhiễm nguy hiểm cho người" liên quan Hội thánh truyền giáo Phục Hưng.[45]

| Ngày | Ca trong nước | Ca tử vong | Chi tiết ca tử vong | Ct                   |
| ---- | ------------- | ---------- | --- | -------------------- |
| 1    | 3             | 0          | | [ 46 ]               |
| 2    | 8             | 0          | | [ 47 ]               |
| 3    | 10            | 0          | | [ 48 ]               |
| 4    | 3             | 0          | | [ 49 ]               |
| 5    | 18            | 0          | | [ 50 ]               |
| 6    | 68            | 0          | | [ 51 ]               |
| 7    | 41            | 0          | | [ 52 ] [ 53 ] [ 54 ] |
| 8    | 80            | 0          | | [ 55 ] [ 56 ]        |
| 9    | 92            | 0          | | [ 57 ]               |
| 10   | 125           | 0          | | [ 58 ]               |
| 11   | 71            | 0          | | [ 59 ]               |
| 12   | 82            | 0          | | [ 60 ]               |
| 13   | 73            | 0          | | [ 61 ]               |
| 14   | 104           | 0          | | [ 62 ] [ 63 ] [ 64 ] |
| 15   | 165           | 1          | Ca tử vong thứ 36 là ca bệnh 3839 ở Bắc Ninh, nguyên nhân tử vong là do suy hô hấp, viêm phổi nặng do SARS- CoV-2, tăng huyết áp, đái tháo đường, tiền sử xẹp đốt sống thắt lưng đã phẫu thuật. | [ 65 ] [ 66 ]        |
| 16   | 187           | 0          | | [ 67 ]               |
| 17   | 181           | 1          | Ca tử vong thứ 37 là ca bệnh 3055 ở Bắc Ninh, nguyên nhân tử vong là do viêm phổi nặng do SARS- CoV-2, chấn thương sọ não do tai nạn giao thông. | [ 68 ] [ 69 ]        |
| 18   | 152           | 0          | | [ 70 ]               |
| 19   | 175           | 0          | | [ 71 ]               |
| 20   | 114           | 2          | Ca tử vong thứ 38 là ca bệnh 3197 ở Hà Nội, nguyên nhân tử vong là do viêm phổi nặng do SARS- CoV-2, nhiễm trùng huyết, ung thư gan, viêm gan B mạn, hội chứng thực bào máu. Ca tử vong thứ 39 là ca bệnh 3554 ở Hà Nội, nguyên nhân tử vong là do sốc nhiễm khuẩn trên bệnh nhân xơ gan, đái tháo đường, tăng huyết áp, nhiễm nCoV.                       | [ 72 ] [ 73 ] [ 74 ] |
| 21   | 131           | 2          | Ca tử vong thứ 40 là ca bệnh 3028 ở Hà Nội, nguyên nhân tử vong là do viêm phổi nặng do SARS- CoV-2, tăng huyết áp, di chứng tai biến mạch máu não, đái tháo đường. Ca tử vong thứ 41 là ca bệnh 3653 ở Đà Nẵng, nguyên nhân tử vong là do cao huyết áp, viêm phổi nặng do SARS- CoV-2, suy hô hấp và tuổi cao.                                            | [ 75 ] [ 76 ] [ 77 ] |
| 22   | 143           | 0          | | [ 42 ]               |
| 23   | 129           | 1          | Ca tử vong thứ 42 là ca bệnh 3022 ở Hà Nội, nguyên nhân tử vong là do viêm phổi nặng do SARS-CoV-2, suy đa tạng trên bệnh nhân mắc bệnh phổi tắc nghẽn mạn tính, tăng huyết áp. | [ 78 ] [ 79 ]        |
| 24   | 184           | 2          | Ca tử vong thứ 43 là ca bệnh 3015 ở Hà Nội, nguyên nhân tử vong là do sốc nhiễm khuẩn, suy đa tạng, nhiễm khuẩn huyết, xuất huyết tiêu hóa, nhiễm SARS-CoV-2 trên bệnh nhân xơ gan cổ trướng. Ca tử vong thứ 44 là ca bệnh 4807 ở Bắc Giang, nguyên nhân tử vong là do sốc nhiễm khuẩn trên bệnh nhân viêm phổi do nCoV, biến chứng suy hô hấp tiến triển. | [ 80 ] [ 81 ] [ 82 ] |
| 25   | 444           | 0          | | [ 83 ]               |
| 26   | 235           | 1          | Ca tử vong thứ 45 là ca bệnh 3760 ở Bắc Ninh, nguyên nhân tử vong là do sốc nhiễm khuẩn, viêm phổi do nhiễm nCoV, suy tim trên bệnh nhân tăng huyết áp, suy giáp, đái tháo đường, béo phì. | [ 84 ] [ 85 ]        |
| 27   | 227           | 1          | Ca tử vong thứ 46 là ca bệnh 3881 ở Bắc Ninh, nguyên nhân tử vong là do sốc nhiễm khuẩn, viêm phổi do nhiễm nCoV, biến chứng suy hô hấp tiến triển, nhiễm khuẩn huyết trên bệnh nhân cao tuổi. | [ 86 ] [ 87 ]        |
| 28   | 253           | 1          | Ca tử vong thứ 47 là ca bệnh 3026 ở Hà Nội, nguyên nhân tử vong là do sốc nhiễm khuẩn, nhiễm nấm huyết trên bệnh nhân suy tủy xương, nhiễm nCoV. | [ 88 ] [ 89 ]        |
| 29   | 277           | 0          | | [ 90 ]               |
| 30   | 250           | 0          | | [ 91 ]               |
| 31   | 211           | 0          | | [ 92 ]               |

### Tháng 6
- Ngày 3 tháng 6, Việt Nam hủy bỏ lệnh cấm các chuyến bay quốc tế đáp xuống Sân bay quốc tế Nội Bài, Hà Nội, ban đầu dự kiến kết thúc vào ngày 07 tháng 6, và Sân bay quốc tế Tân Sơn Nhất, Thành phố Hồ Chí Minh, ban đầu có giá trị cho tới ngày 14 tháng 6.[93]
- Ngày 4 tháng 6, Bộ Y Tế Việt Nam đã chính thức phê duyệt vắc-xin ngừa Covid do hãng Sinopharm của Trung Quốc sản xuất.[94]
- Ngày 7 tháng 6, Bộ Y tế công bố một nam tài xế taxi 46 tuổi, trú tại xã Xương Lâm, huyện Lạng Giang, tỉnh Bắc Giang đã tử vong sau tiêm vaccine Covid-19, chưa rõ nguyên nhân là do vaccine hay không.
- Ngày 12 tháng 6, Việt Nam vượt 10.000 ca mắc COVID-19.[95]
- Ngày 21 tháng 6, Bộ Y tế công bố một trường hợp tử vong sau khi tiêm vaccine ngừa COVID-19 là một thầy giáo trẻ 26 tuổi ở Hà Nội.

| Ngày | Ca trong nước    | Ca tử vong | Chi tiết ca tử vong | Ct                      |
| ---- | ---------------- | ---------- | --- | ----------------------- |
| 1    | 250              | 1          | Ca tử vong thứ 48 là ca bệnh 3554 ở Lạng Sơn, nguyên nhân tử vong là do viêm phổi nặng do nCoV, biến chứng suy đa tạng, sốc mất máu. | [ 96 ] [ 97 ]           |
| 2    | 231              | 1          | Ca tử vong thứ 49 là ca bệnh 5463 ở Tp. Hồ Chí Minh, nguyên nhân tử vong là do Covid-19 nặng trên cơ địa tăng huyết áp, suy thận mạn giai đoạn cuối. | [ 98 ] [ 99 ]           |
| 3    | 231              | 0          | | [ 98 ]                  |
| 4    | 219              | 2          | Ca tử vong thứ 50 là ca bệnh 3780 ở Hà Nội, nguyên nhân tử vong là do sốc nhiễm khuẩn, suy đa tạng, nhiễm trùng huyết trên bệnh nhân ung thư phổi di căn não, mắc Covid-19. Ca tử vong thứ 51 là ca bệnh 3153 ở Hà Nội, nguyên nhân tử vong là do sốc nhiễm khuẩn, viêm phổi do nCoV trên bệnh nhân viêm cột sống dính khớp, gù vẹo cột sống. | [ 100 ] [ 101 ] [ 102 ] |
| 5    | 246              | 2          | Ca tử vong thứ 52 là ca bệnh 4369 ở Hà Nội, nguyên nhân tử vong là do sốc nhiễm khuẩn, viêm phổi do nhiễm nCoV, biến chứng suy hô hấp tiến triển, nhiễm nấm xâm lấn trên bệnh ung thư đại tràng giai đoạn cuối di căn phổi. Ca tử vong thứ 53 là ca bệnh 3018 ở Hà Nội, nguyên nhân tử vong là do sốc nhiễm khuẩn, suy đa tạng, nhiễm nấm Aspergilus phổi, tràn khí màng phổi, COVID-19 nặng trên bệnh nhân thoát vị đĩa đệm cột sống cổ, thắt lưng, viêm đa rễ dây thần kinh, lupus ban đỏ hệ thống. | [ 103 ] [ 104 ] [ 105 ] |
| 6    | 201              | 0          | | [ 106 ]                 |
| 7    | 211              | 0          | | [ 107 ]                 |
| 8    | 171              | 2          | Ca tử vong thứ 54 là ca bệnh 3422 ở Hà Nội, nguyên nhân tử vong là do sốc mất máu do xuất huyết tiêu hóa trên nền bệnh nhân sốc nhiễm trùng, xơ gan mất bù hôn mê gan, viêm phổi do nhiễm SARS-CoV-2. Ca tử vong thứ 55 là ca bệnh 4632 ở Bắc Giang, nguyên nhân tử vong là do viêm phổi nặng do SARS-COV-2, ARDS, sốc nhiễm trùng, suy đa cơ quan/suy tim, tăng huyết áp, đái tháo đường type 2. | [ 108 ] [ 109 ] [ 110 ] |
| 9    | 381              | 0          | | [ 111 ]                 |
| 10   | 211              | 0          | | [ 112 ]                 |
| 11   | 185              | 2          | Ca tử vong thứ 56 là ca bệnh 4115 ở Hà Nội, nguyên nhân tử vong là do sốc nhiễm khuẩn - viêm phổi do nCoV, nhiễm nấm, trên nền ung thư cổ tử cung di căn hạch ổ bụng. Ca tử vong thứ 57 là ca bệnh 3595 ở Hà Nội, nguyên nhân tử vong là do sốc nhiễm khuẩn, viêm phổi do nCoV trên nền bệnh nhân ung thư túi mật giai đoạn muộn. | [ 113 ] [ 114 ]         |
| 12   | 259              | 1          | Ca tử vong thứ 58 là ca bệnh 4118 ở Hà Nội, nguyên nhân tử vong là do sốc nhiễm khuẩn, viêm phổi ARDS do SARS-CoV-2 trên bệnh nhân ung thư phổi đang điều trị hóa chất. | [ 95 ] [ 115 ]          |
| 13   | 293              | 1          | Ca tử vong thứ 59 là ca bệnh 5355 ở Bắc Ninh, nguyên nhân tử vong là do sốc nhiễm khuẩn, suy đa tạng, viêm phổi ARDS nặng do SARS-CoV-2 trên bệnh nhân viêm đa khớp, xuất huyết tiêu hóa do loét tá tràng. | [ 116 ] [ 117 ]         |
| 14   | 266              | 2          | Ca tử vong thứ 60 là ca bệnh 8512 ở Bắc Ninh, nguyên nhân tử vong là do viêm phổi ARDS do SARS-CoV-2, sốc nhiễm khuẩn trên bệnh nhân suy tim, tăng huyết áp, Parkinson. Ca tử vong thứ 61 là ca bệnh 4731 ở Hà Nội, nguyên nhân tử vong là do sốc nhiễm khuẩn, viêm phổi do SARS-CoV-2, nhiễm nấm Aspergillus xâm lấn trên bệnh nhân u Lympho không Hodgkin. | [ 118 ] [ 119 ]         |
| 15   | 398              | 0          | | [ 120 ]                 |
| 16   | 414              | 0          | | [ 121 ]                 |
| 17   | 503              | 0          | | [ 122 ]                 |
| 18   | 259              | 1          | Ca tử vong thứ 62 là ca bệnh 8217 ở Tây Ninh, nguyên nhân tử vong là do viêm phổi do SARS-CoV-2, biến chứng suy hô hấp tiến triển, sốc nhiễm khuẩn trên bệnh lao phổi cũ, tăng huyết áp, đái tháo đường type 2. | [ 123 ] [ 124 ]         |
| 19   | 471              | 2          | Ca tử vong thứ 63 là ca bệnh 12151 ở Bắc Giang, nguyên nhân tử vong là do viêm phổi nặng do SARS-CoV-2 biến chứng suy hô hấp tiến triển, sốc nhiễm khuẩn, suy đa cơ quan trên bệnh nhân có tiền sử tăng huyết áp, đái tháo đường type 2, hoại tử cẳng tay trái, lão suy. Ca tử vong thứ 64 là ca bệnh 3866 ở Hà Nội, nguyên nhân tử vong là do viêm phổi do SARS-CoV-2, sốc nhiễm khuẩn, nhiễm nấm candida xâm lấn, trên bệnh nhân ung thư phế quản trái giai đoạn IV, di căn màng phổi và xương. | [ 125 ] [ 126 ]         |
| 20   | 300              | 2          | Ca tử vong thứ 65 là ca bệnh 4391 ở Hà Nội, nguyên nhân tử vong là do sốc nhiễm khuẩn, viêm phổi ARDS, COVID-19 trên bệnh nhân mắc U lympho không Hodgkin kháng trị, tăng huyết áp, suy thận. Ca tử vong thứ 66 là ca bệnh 6043 ở Bắc Ninh, nguyên nhân tử vong là do suy đa tạng - viêm phổi ARDS do SARS-CoV-2 trên bệnh nhân suy thận, tăng huyết áp, suy tim, hen phế quản. | [ 127 ] [ 128 ]         |
| 21   | 267              | 3          | Ca tử vong thứ 67 là ca bệnh 11592 ở TP. Hồ Chí Minh, nguyên nhân tử vong là do viêm phổi do COVID-19, biến chứng suy hô hấp tiến triển, nhiễm trùng huyết, suy đa tạng, sốc nhiễm khuẩn trên bệnh nhân tăng huyết áp, đái tháo đường type 2, rối loạn lipid máu. Ca tử vong thứ 68 là ca bệnh 6891 ở Hà Nội, nguyên nhân tử vong là do sốc nhiễm khuẩn, ARDS, suy đa tạng, viêm phổi do COVID-19 trên bệnh nhân suy tim, lão suy. Ca tử vong thứ 69 là ca bệnh 12007 ở TP. Hồ Chí Minh, nguyên nhân tử vong là do sốc nhiễm khuẩn, suy đa tạng, viêm phổi nặng biến chứng suy hô hấp tiến triển do COVID-19 trên bệnh nhân tăng huyết áp, đái tháo đường type 2, hội chứng Cushing. | [ 129 ] [ 130 ] [ 131 ] |
| 22   | 236              | 0          | | [ 132 ]                 |
| 23   | 217              | 1          | Ca tử vong thứ 70 là ca bệnh 11793 ở Tiền Giang, nguyên nhân tử vong là do viêm phổi do SARS-CoV-2 biến chứng suy hô hấp tiến triển, sốc nhiễm khuẩn trên cơ địa đái tháo đường type II, tăng huyết áp. | [ 133 ] [ 134 ]         |
| 24   | 279              | 2          | Ca tử vong thứ 71 là ca bệnh 13082 ở Bắc Giang, nguyên nhân tử vong là do viêm phổi nặng do SARS-CoV-2 biến chứng suy hô hấp tiến triển, sốc nhiễm trùng, suy đa cơ quan trên bệnh nhân tăng huyết áp, lão suy. Ca tử vong thứ 72 là ca bệnh 11081 cũng ở Bắc Giang, nguyên nhân tử vong là do viêm phổi nặng do SARS-CoV-2 biến chứng suy hô hấp tiến triển, sốc nhiễm trùng, suy đa cơ quan trên bệnh nhân tăng huyết áp, gout, đái tháo đường, lão suy. | [ 135 ] [ 136 ]         |
| 25   | 282              | 2          | Ca tử vong thứ 73 là ca bệnh 9830 ở Tp. Hồ Chí Minh, nguyên nhân tử vong là do viêm phổi do SARS-CoV-2 nặng biến chứng suy hô hấp cấp tiến triển (ARDS), sốc nhiễm khuẩn, suy đa cơ quan trên bệnh nhân đái tháo đường type 2. Ca tử vong thứ 74 là ca bệnh 11456 ở Tp. Hồ Chí Minh, nguyên nhân tử vong là do viêm phổi do SARS-CoV-2 nặng biến chứng suy hô hấp cấp tiến triển (ARDS), sốc nhiễm khuẩn trên bệnh nhân tăng huyết áp, đái tháo đường type 2, di chứng lao phổi. | [ 137 ] [ 138 ]         |
| 26   | 164 +563 bổ sung | 0          | | [ 139 ] [ 140 ]         |
| 27   | 314              | 2          | Ca tử vong thứ 75 là ca bệnh 9779 ở Tp. Hồ Chí Minh, nguyên nhân tử vong là do sốc nhiễm khuẩn, viêm phổi do COVID-19 biến chứng suy hô hấp tiến triển, trên bệnh nhân tăng huyết áp, gout, Cushing do thuốc. Ca tử vong thứ 76 là ca bệnh 14656 ở Tp. Hồ Chí Minh, nguyên nhân tử vong là do viêm phổi do SARS-CoV-2 mức độ nguy kịch biến chứng suy hô hấp cấp tiến triển, sốc nhiễm khuẩn. | [ 141 ] [ 142 ] [ 143 ] |
| 28   | 382              | 0          | | [ 144 ]                 |
| 29   | 361              | 4          | Ca tử vong thứ 77 là ca bệnh 13827 ở Tp. Hồ Chí Minh, nguyên nhân tử vong là do viêm phổi nặng SARS CoV-2, biến chứng suy đa tạng, sốc nhiễm khuẩn, trên bệnh nhân tăng huyết áp, di chứng tai biến mạch máu não liệt nửa người. Ca tử vong thứ 78 là ca bệnh 13347 ở Tp. Hồ Chí Minh, nguyên nhân tử vong là do viêm phổi do nhiễm SARS-CoV-2 mức độ nguy kịch, biến chứng suy hô hấp tiến triển, sốc nhiễm khuẩn, suy đa tạng trên bệnh nhân tăng huyết áp, đái tháo đường type 2, bệnh thận mạn tính. Ca tử vong thứ 79 là ca bệnh 10474 ở Bắc Giang, nguyên nhân tử vong là do viêm phổi nặng do SARS-CoV-2. Biến chứng suy hô hấp cấp tiến triển, sốc nhiễm khuẩn trên bệnh nhân tai biến mạch máu não, viêm đa khớp. Ca tử vong thứ 80 là ca bệnh 9014 ở Tp. Hồ Chí Minh, nguyên nhân tử vong là do viêm phổi do COVID-19 mức độ nguy kịch, biến chứng suy hô hấp tiến triển, sốc nhiễm trùng trên bệnh nhân tăng huyết áp, đái tháo đường type 2. | [ 145 ] [ 146 ] [ 147 ] |
| 30   | 441              | 1          | Ca tử vong thứ 81 là ca bệnh 12938 ở Tp. Hồ Chí Minh, nguyên nhân tử vong là do viêm phổi do nhiễm SARS-CoV-2 mức độ nguy kịch biến chứng suy hô hấp tiến triển, suy đa cơ quan, trên bệnh nhân tiền sử lao phổi đã điều trị cách đây 7 năm. | [ 148 ] [ 149 ]         |

### Tháng 7
- Ngày 9 tháng 7:
  - Việt Nam vượt 25.000 ca mắc COVID-19.[150]
  - Tại TPHCM: Sau hơn một tháng áp dụng giãn cách xã hội nhưng số ca nhiễm vẫn tiếp tục gia tăng, TP. HCM quyết định tăng cường mức độ giãn cách bằng cách áp dụng chỉ thị 16 trong 15 ngày bắt đầu từ 0h ngày 09/07/2021. Theo đó, người dân chỉ được ra ngoài khi thật sự cần thiết như làm việc tại nhà máy, công xưởng, khám chữa bệnh...[151]
  - Tại Đồng Nai: UBND tỉnh cũng giãn cách xã hội toàn tỉnh theo Chỉ thị 16 sau hơn một tháng áp dụng Chỉ thị 15 trên toàn tỉnh và Chỉ thị 16 đối với hai huyện Định Quán và Thống Nhất.
  - Tại Hà Nội: Thị xã Sơn Tây vừa thống nhất chủ trương thực hiện giãn cách xã hội trên toàn thị xã theo Chỉ thị 16 từ 05h30 ngày 09/07/2021.
- Ngày 10 tháng 7, UBND TP. Phú Quốc ban hành Chỉ thị 04 về việc thực hiện áp dụng các biện pháp phòng dịch, trong đó thực hiện giãn cách xã hội toàn thành phố Phú Quốc theo Chỉ thị 16+ trong thời hạn 20 ngày, từ 12h ngày 12/7 đến 12h ngày 1/8/2021. Theo đó, người dân chỉ được ra ngoài khi thật sự cần thiết như làm việc tại nhà máy, công xưởng, khám chữa bệnh..., giữ khoảng cách trên 3 mét, không tụ tập từ 1 người trở lên. 150.000 học sinh ở TP.Phú Quốc và TP.Rạch Giá đều tạm dừng dạy học hè.
- Ngày 13 tháng 7, Đồng Tháp quyết định giãn cách xã hội trên địa bàn tỉnh Đồng Tháp, bắt đầu từ 0h ngày 14/7/2021. Đồng Tháp yêu cầu người dân ở nhà, chỉ ra ngoài trong trường hợp thật sự cần thiết. 200.000 học sinh ở tỉnh Đồng Tháp, Kiên Giang, TP.Vũng Tàu và các huyện Xuyên Mộc, Long Điền đều tạm dừng dạy học hè.
- Ngày 17 tháng 7, Thủ tướng Chính phủ Phạm Minh Chính vừa ký Công văn số 969/TTg-KGVX đồng ý áp dụng biện pháp giãn cách xã hội trên phạm vi toàn tỉnh, thành phố theo quy định tại Chỉ thị số 16/CT-TTg ở 19 tỉnh, thành miền Nam bao gồm: Thành phố Hồ Chí Minh, Cần Thơ và các tỉnh: Bình Dương, Đồng Nai, Bình Phước, Tây Ninh, Bà Rịa - Vũng Tàu, Tiền Giang, Long An, Vĩnh Long, Đồng Tháp, Bến Tre, Hậu Giang, An Giang, Bạc Liêu, Sóc Trăng, Trà Vinh, Cà Mau, Kiên Giang. Thời gian áp dụng là 14 ngày.
- Ngày 18 tháng 7, Việt Nam vượt 50.000 ca mắc COVID-19.[152] TP. Phú Quốc tiếp tục giãn cách xã hội đến hết cùng ngày 1/8 (thêm 12 tiếng), đồng bộ cả tỉnh Kiên Giang.
- Ngày 22 tháng 7 - Hà Nội ban hành Chỉ thị 17 về việc áp dụng các biện pháp giãn cách xã hội trên địa bàn thành phố theo chỉ thị 16 từ 6h sáng ngày 24 tháng 7.
- Ngày 25 tháng 7, Chủ tịch UBND Thành phố Hồ Chí Minh Nguyễn Thành Phong đã chính thức ra chỉ thị yêu cầu người dân sẽ không ra ngoài đường sau 18 giờ kể từ ngày 26/7.[153]
- Ngày 26 tháng 7, Việt Nam vượt 100.000 ca mắc COVID-19.[154]
- Ngày 28 tháng 7, đã có thêm nhiều tỉnh thành áp dụng khung giờ người dân không được ra đường từ 18h - 5h sáng ngày hôm sau hoặc từ 18h - 6h sáng hôm sau bao gồm: Thành phố Hồ Chí Minh, Bến Tre, Long An, Tiền Giang, An Giang, Hậu Giang[155], Bạc Liêu[156], Bình Dương[157], Vĩnh Long[158], Bình Phước[159], Đồng Nai[160], Đồng Tháp[161], Kiên Giang[162], Tây Ninh[163].
- Ngày 30 tháng 7, đã có thêm nhiều tỉnh thành áp dụng khung giờ người dân không được ra đường từ 18h - 5h sáng ngày hôm sau hoặc từ 18h30 - 5h30 sáng hôm sau bao gồm: Trà Vinh, Bình Thuận, Bến Tre, Bạc Liêu, Phú Yên, Hà Nội.
- Ngày 31 tháng 7, sau gần 15 ngày giãn cách xã hội theo Công văn số 969/TTg-KGVX của Thủ tướng Chính phủ ngày 17/07, một số tỉnh thành quyết định tiếp tục giãn cách xã hội theo Chỉ thị số 16/CT-TTg thêm từ 7 đến 14 ngày:
  - Các tỉnh kéo dài 7 ngày: Bạc Liêu, Vĩnh Long, Cà Mau,[164] Ninh Thuận,[165] Bạc Liêu,[166] Bình Phước.[167]
  - Các tỉnh kéo dài 14 ngày: Thành phố Hồ Chí Minh,[168] Cần Thơ, Bến Tre, Long An, Đồng Tháp,[164] Đồng Nai.[169]

| Ngày | Ca trong nước        | Ca tử vong | Chi tiết ca tử vong | Ct                      |
| ---- | -------------------- | ---------- | --- | ----------------------- |
| 1    | 693                  | 0          | | [ 170 ]                 |
| 2    | 527                  | 3          | Ca tử vong thứ 82 là ca bệnh 3799 ở Bắc Ninh, nguyên nhân tử vong là do sốc nhiễm khuẩn, suy đa tạng trên bệnh nhân suy kiệt, viêm phổi nặng biến chứng ARDS liên quan đến COVID-19. Ca tử vong thứ 83 là ca bệnh 15970 ở Tp. Hồ Chí Minh, nguyên nhân tử vong là do nhồi máu cơ tim cấp, viêm phổi do SARS-CoV-2 mức độ trung bình trên bệnh nhân tăng huyết áp, đái tháo đường type 2, suy thận mạn, phì đại tuyến tiền liệt. Ca tử vong thứ 84 là ca bệnh 11618 cũng ở Tp. Hồ Chí Minh, nguyên nhân tử vong là do sốc nhiễm khuẩn, suy đa tạng, nhiễm khuẩn huyết, viêm phổi nặng do SARS-CoV-2 biến chứng suy hô hấp tiến triển trên bệnh nhân tăng huyết áp, bệnh tim thiếu máu cục bộ. | [ 171 ] [ 172 ]         |
| 3    | 914                  | 0          | | [ 173 ]                 |
| 4    | 873 +3 bổ sung       | 2          | Ca tử vong thứ 85 là ca bệnh 5220 ở Bắc Ninh, nguyên nhân tử vong là do sốc nhiễm khuẩn, nhiễm nấm huyết, viêm phổi do SARS-CoV-2 biến chứng suy hô hấp tiến triển trên bệnh nhân tăng huyết áp, tai biến mạch não cũ. Ca tử vong thứ 86 là ca bệnh 9533 ở Hà Nội, nguyên nhân tử vong là do viêm phổi do SARS-CoV-2 biến chứng nhiễm khuẩn huyết, sốc nhiễm khuẩn trên bệnh nhân ung thư vòm họng. | [ 174 ] [ 175 ]         |
| 5    | 1.089                | 4          | Ca tử vong thứ 87 là ca bệnh 18265 ở Tp. Hồ Chí Minh, nguyên nhân tử vong là do nhiễm SARS-CoV-2 trên bệnh nhân lao kháng thuốc đang điều trị tháng thứ 3, tim thiếu máu cục bộ, đái tháo đường type 2, giãn tĩnh mạch hai chi dưới, suy dinh dưỡng. Ca tử vong thứ 88 là ca bệnh 16340 ở Đồng Tháp, nguyên nhân tử vong là do viêm phổi do SARS-CoV-2 nặng biến chứng suy hô hấp, sốc nhiễm khuẩn trên bệnh nhân đái tháo đường type 2, tăng huyết áp, suy thượng thận cấp. Ca tử vong thứ 89 là ca bệnh 17100 ở Long An, nguyên nhân tử vong là do viêm phổi do COVID-19 biến chứng suy hô hấp tiến triển, suy tim, tăng huyết áp trên bệnh nhân lupus ban đỏ, thoái hoá khớp gối, loét cùng cụt, hội chứng cushing do thuốc. Ca tử vong thứ 90 là ca bệnh 19602 cũng ở Long An, nguyên nhân tử vong là do thủng ruột non, viêm phổi do SARS-CoV-2 biến chứng suy hô hấp trên bệnh nhân bệnh phổi tắc nghẽn mãn tính, bệnh tim thiếu máu cục bộ, lao phổi cũ, di chứng đột quỵ. | [ 176 ] [ 177 ]         |
| 6    | 1.019                | 7          | Ca tử vong thứ 91 là ca bệnh 13881 ở Nghệ An, nguyên nhân tử vong là do sốc nhiễm khuẩn, suy đa tạng, viêm phổi nặng do COVID-19 biến chứng suy hô hấp tiến triển, trên bệnh nhân tăng huyết áp, đái tháo đường type 2, thoái hóa khớp, hội chứng Cushing. Ca tử vong thứ 92 là ca bệnh 19182 ở Tp. Hồ Chí Minh, nguyên nhân tử vong là do thuyên tắc phổi, sốc nhiễm khuẩn, viêm phổi do SARS-CoV-2 biến chứng suy hô hấp tiến triển trên bệnh nhân tăng huyết áp, đái tháo đường type 2, bệnh thận mạn tính, suy tim rung nhĩ mạn tính. Ca tử vong thứ 93 là ca bệnh 8581 ở Hà Tĩnh, nguyên nhân tử vong là do sốc nhiễm khuẩn, viêm phổi do SARS-CoV-2, áp xe đùi phải, tăng huyết áp. Ca tử vong thứ 94 là ca bệnh 3180 ở Hà Nội, nguyên nhân tử vong là do sốc nhiễm khuẩn, viêm phổi do SARS-CoV-2, ung thư tụy di căn gan, phổi, tăng huyết áp, đái tháo đường. Ca tử vong thứ 97 là ca bệnh 17901 ở Tp. Hồ Chí Minh, nguyên nhân tử vong là do viêm phổi do nhiễm SARS-CoV-2 biến chứng suy hô hấp tiến triển, nghi ngờ nhồi máu cơ tim cấp hoặc thuyên tắc phổi. Ca tử vong thứ 96 là ca bệnh 16339 ở Đồng Tháp, nguyên nhân tử vong là do viêm phổi nặng do SARS-CoV-2 biến chứng suy hô hấp tiến triển, suy tim độ 3, đái tháo đường type 2, hội chứng Cushing, tăng huyết áp. Ca tử vong thứ 97 là ca bệnh 20261 ở Đồng Tháp, nguyên nhân tử vong là do viêm phổi do SARS-CoV-2 biến chứng suy hô hấp tiến triển trên bệnh nhân bệnh tim thiếu máu cục bộ, tăng huyết áp. | [ 178 ] [ 179 ] [ 180 ] |
| 7    | 997                  | 5          | Ca tử vong thứ 98 là ca bệnh 10096 ở Bắc Giang, nguyên nhân tử vong là do sốc nhiễm trùng, suy đa tạng, nhồi máu cơ tim, viêm phổi nặng do SARS-CoV-2 trên bệnh nhân đái tháo đường, tăng huyết áp. Ca tử vong thứ 99 là ca bệnh 13183 ở Tp. Hồ Chí Minh, nguyên nhân tử vong là do viêm phổi do SARS-CoV-2 mức độ nguy kịch, sốc nhiễm khuẩn, tổn thương thận cấp. Ca tử vong thứ 100 là ca bệnh 12411 ở Tp. Hồ Chí Minh, nguyên nhân tử vong là do viêm phổi do SARS-CoV-2 mức độ nguy kịch biến chứng suy hô hấp cấp tiến triển, sốc nhiễm khuẩn, đái tháo đường type 2. Ca tử vong thứ 101 là ca bệnh 13709 ở Tp. Hồ Chí Minh, nguyên nhân tử vong là do viêm phổi do SARS-CoV-2 mức độ nguy kịch, biến chứng suy hô hấp cấp tiến triển. Ca tử vong thứ 102 là ca bệnh 14812 ở Tp. Hồ Chí Minh, nguyên nhân tử vong là do viêm phổi do SARS-CoV-2 mức độ nguy kịch, biến chứng suy hô hấp cấp tiến triển, sốc nhiễm khuẩn, suy đa tạng, hội chứng vành cấp. | [ 181 ] [ 182 ]         |
| 8    | 1.307                | 3          | Ca tử vong thứ 103 là ca bệnh 12566 ở Tp. Hồ Chí Minh, nguyên nhân tử vong là do viêm phổi do nhiễm SARS-CoV-2 mức độ nguy kịch biến chứng suy hô hấp tiến triển, suy đa cơ quan trên bệnh nhân ung thư gan, xơ gan do viêm gan siêu vi C, suy tim, tăng huyết áp, đái tháo đường type 2. Ca tử vong thứ 104 của Việt Nam la ca bệnh 13041 ở Đà Nẵng, nguyên nhân tử vong là do viêm phổi nặng do COVID-19 biến chứng suy hô hấp tiến triển, suy đa tạng, sốc nhiễm khuẩn, sốc giảm thể tích do xuất huyết tiêu hoá cao mức độ nặng, nhiễm nấm candida xâm lấn trên bệnh nhân đái tháo đường type 2/ béo phì/ suy tim. Ca tử vong thứ 105 là ca bệnh 10096 ở Bắc Giang, nguyên nhân tử vong là do sốc nhiễm trùng, suy đa tạng, viêm phổi ARDS do SARS-CoV-2 trên bệnh nhân đái tháo đường, tăng huyết áp. | [ 183 ] [ 184 ]         |
| 9    | 1.616                | 5          | Ca tử vong thứ 106 là ca bệnh 15569 ở Tp. Hồ Chí Minh, nguyên nhân tử vong là do suy hô hấp, sốc nhiễm trùng, viêm phổi do nhiễm nCoV mức độ nguy kịch, tổn thương đa cơ quan. Ca tử vong thứ 107 là ca bệnh 13938 ở Tp. Hồ Chí Minh, nguyên nhân tử vong là do viêm phổi nhiễm nCoV mức độ nguy kịch, suy hô hấp cấp, tổn thương đa cơ quan, suy tim, nghi ngờ nhồi máu cơ tim cấp trên bệnh nhân di chứng tai biến mạch máu não. Ca tử vong thứ 108 là ca bệnh 20587 ở Đồng Tháp, nguyên nhân tử vong là do suy hô hấp, viêm phổi nặng do Covid-19 trên bệnh nhân tăng huyết áp, bệnh tim thiếu máu cục bộ. Ca tử vong thứ 109 là ca bệnh 20026 ở Đồng Tháp, nguyên nhân tử vong là do hội chứng mạch vành cấp trên bệnh nhân nhiễm nCoV, tăng men gan cấp, đái tháo đường type 2, Thalassemia đã cắt lách, suy kiệt cơ thể. Ca tử vong thứ 110 là ca bệnh 21623 ở Đồng Tháp, nguyên nhân tử vong là do nhiễm Covid-19 trên nền bệnh nhân suy hô hấp, suy tim mạn, đái tháo đường, lao đa màng. | [ 150 ] [ 185 ]         |
| 10   | 1.844                | 2          | Ca tử vong thứ 111 là ca bệnh 19591 ở Long An, nguyên nhân tử vong là do viêm phổi nặng do COVID-19 biến chứng suy hô hấp tiến triển, nhiễm khuẩn huyết trên bệnh nhân tăng huyết áp. Ca tử vong thứ 112 là ca bệnh 10936 ở Bắc Giang, nguyên nhân tử vong là do sốc nhiễm khuẩn, suy đa tạng, viêm phổi do do SARS-CoV-2 biến chứng suy hô hấp tiến triển trên bệnh nhân đái tháo đường, u tuyến giáp. | [ 186 ] [ 187 ]         |
| 11   | 1.945                | 7          | Ca tử vong thứ 113 là ca bệnh 13099 ở Tp. Hồ Chí Minh, nguyên nhân tử vong là do viêm phổi do SARS-CoV-2 mức độ nguy kịch biến chứng suy hô hấp tiến triển, sốc nhiễm trùng, tổn thương đa cơ quan trên bệnh nhân cao tuổi, di chứng lao phổi, đái tháo đường type 2. Ca tử vong thứ 114 là ca bệnh 12967 ở Tp. Hồ Chí Minh, nguyên nhân tử vong là do viêm phổi do SARS-CoV-2 mức độ nguy kịch biến chứng suy hô hấp cấp tiến triển, sốc nhiễm trùng, nghi ngờ nhồi máu cơ tim cấp killip 3. Ca tử vong thứ 115 là ca bệnh 19943 ở Đồng Tháp, nguyên nhân tử vong là do viêm phổi nặng do nhiễm SARS-CoV-2 biến chứng suy hô hấp tiến triển trên bệnh nhân đái tháo đường type 2, bệnh thận mạn, bệnh tim thiếu máu cục bộ. Ca tử vong thứ 116 là ca bệnh 20043 ở Đồng Tháp, nguyên nhân tử vong là do viêm phổi nặng do nhiễm SARS-CoV-2 biến chứng suy hô hấp tiến triển trên bệnh nhân loét vùng cùng cụt, di chứng tai biến mạch máu não, đái tháo đường type 2, cushing do thuốc. Ca tử vong thứ 117 là ca bệnh 20010 ở Đồng Tháp, nguyên nhân tử vong là do viêm phổi nặng do nhiễm SARS-CoV-2 biến chứng suy hô hấp tiến triển trên bệnh nhân đái tháo đường type 2, suy thận mạn. Ca tử vong thứ 118 là ca bệnh 20035 cũng ở Đồng Tháp, nguyên nhân tử vong là do viêm phổi nặng do nhiễm SARS-CoV-2 biến chứng suy hô hấp tiến triển trên bệnh nhân loét vùng cùng cụt, di chứng tai biến mạch máu não, đái tháo đường type 2, cushing do thuốc. Ca tử vong thứ 119 là ca bệnh viêm phổi nặng do nhiễm SARS-CoV-2 biến chứng suy hô hấp tiến triển trên bệnh nhân xơ gan giai đoạn cuối do viêm gan siêu vi B, tăng huyết áp. | [ 188 ] [ 189 ]         |
| 12   | 2.367                | 6          | Ca tử vong thứ 120 là ca bệnh 26658 ở Đồng Tháp, nguyên nhân tử vong là do viêm phổi nặng do nhiễm SARS-CoV-2 biến chứng suy hô hấp tiến triển trên bệnh nhân bội nhiễm, ung thư màng phổi, xơ gan. Ca tử vong thứ 121 là ca bệnh 17053 cũng ở Đồng Tháp, nguyên nhân tử vong là do viêm phổi nặng do nhiễm SARS-CoV-2 biến chứng suy hô hấp tiến triển, nhồi máu cơ tim cấp không ST chênh lên trên bệnh nhân suy tim độ 3, tăng huyết áp, đái tháo đường type 2, bệnh thận mạn giai đoạn 2, bắc cầu mạch vành. Ca tử vong thứ 122 là ca bệnh 19971 cũng ở Đồng Tháp, nguyên nhân tử vong là do viêm phổi nặng do nhiễm SARS-CoV-2 biến chứng suy hô hấp tiến triển, nhồi máu cơ tim cấp trên bệnh nhân suy tim độ 3, tăng huyết áp, bệnh tim thiếu máu cục bộ, suy thận mạn giai đoạn 5. Ca tử vong thứ 123 là ca bệnh 19607 ở Long An, nguyên nhân tử vong là do viêm phổi do Klebsiella kèm viêm phổi do SARS-CoV-2 trên bệnh nhân xơ gan mất bù, viêm gan B, xuất huyết tiêu hóa trên, suy tim, hạ Kali máu. Ca tử vong thứ 124 là ca bệnh 20023 ở Đồng Tháp, nguyên nhân tử vong là do sốc nhiễm khuẩn trên bệnh nhân viêm phổi nặng, bệnh thận mạn giai đoạn cuối, ung thư gan, đái tháo đường type 2, nhiễm SARS-CoV-2. Ca tử vong thứ 125 là ca bệnh 20025 cũng ở Đồng Tháp, nguyên nhân tử vong là do viêm phổi nặng do nhiễm SARS-CoV-2 biến chứng suy hô hấp tiến triển trên bệnh nhân suy thận mạn giai đoạn cuối, đái tháo đường type 2. | [ 190 ] [ 191 ]         |
| 13   | 2.296                | 7          | Ca tử vong thứ 126 là ca bệnh 17488 ở Tp. Hồ Chí Minh, nguyên nhân tử vong là do viêm phổi do SARS-CoV-2 biến chứng suy hô hấp tiến triển trên bệnh nhân suy thận mạn, chạy thận nhân tạo chu kỳ. Ca tử vong thứ 127 là ca bệnh 14625 ở Tp. Hồ Chí Minh, nguyên nhân tử vong là do viêm phổi do SARS-CoV-2 mức độ nguy kịch biến chứng suy hô hấp cấp tiến triển, sốc nhiễm trùng, tổn thương thận cấp, di chứng lao phổi. Ca tử vong thứ 128 là ca bệnh 13298 ở Tp. Hồ Chí Minh, nguyên nhân tử vong là do viêm phổi do SARS-CoV-2 mức độ nguy kịch biến chứng suy hô hấp cấp tiến triển, tổn thương thận cấp trên bệnh nhân tăng huyết áp. Ca tử vong thứ 129 là ca bệnh 18753 ở Đồng Nai, nguyên nhân tử vong là do COVID-19, đột tử nghi do nhồi máu cơ tim trên bệnh nhân tăng huyết áp, đái tháo đường type 2, béo phì, có rối loạn men gan, lipid máu. Ca tử vong thứ 130 là ca bệnh 12451 ở Bắc Giang, nguyên nhân tử vong là do sốc nhiễm khuẩn, viêm phổi ARDS do SARS-CoV-2, tràn khí màng phổi, tràn khí trung thất, viêm mô tế bào cẳng chân phải trên bệnh nhân xơ gan. Ca tử vong thứ 131 là ca bệnh 2983 ở An Giang, nguyên nhân tử vong là do viêm phổi nặng biến chứng suy hô hấp tiến triển do nhiễm nCoV, sốc nhiễm trùng, xuất huyết não trên bệnh nhân tăng huyết áp - đái tháo đường. Ca tử vong thứ 132 là ca bệnh 17165 ở Tp. Hồ Chí Minh, nguyên nhân tử vong là do sốc nhiễm trùng, viêm phổi nặng do nhiễm nCoV trên bệnh nhân tăng huyết áp, đái tháo đường type 2, gãy cổ xương đùi cũ. | [ 192 ] [ 193 ]         |
| 14   | 2.924                | 6          | Ca tử vong thứ 133 là ca bệnh 21842 ở Tp. Hồ Chí Minh, nguyên nhân tử vong là do nhồi máu cơ tim cấp, sốc nhiễm khuẩn, viêm phổi nặng do nhiễm SARS-CoV-2 trên bệnh nhân tăng huyết áp, lão suy. Ca tử vong thứ 134 là ca bệnh 27272 ở Tp. Hồ Chí Minh, nguyên nhân tử vong là do sốc nhiễm trùng, nhiễm trùng da do Trichosporon asahii, viêm phổi nặng do nhiễm SARS-CoV-2, suy đa cơ quan trên bệnh nhân tai biến mạch máu não cũ, viêm khớp mạn tính. Ca tử vong thứ 135 là ca bệnh 16223 ở Tp. Hồ Chí Minh, nguyên nhân tử vong là do sốc nhiễm trùng, viêm phổi nặng do nhiễm SARS-CoV-2 trên bệnh nhân tăng huyết áp, lão suy, nhồi máu cơ tim cũ. Ca tử vong thứ 136 là ca bệnh 18453 ở Tp. Hồ Chí Minh, nguyên nhân tử vong là do sốc nhiễm khuẩn, viêm phổi nặng biến chứng suy hô hấp tiến triển, trên bệnh nhân tăng huyết áp, đái tháo đường type 2, suy tim, COVID-19. Ca tử vong thứ 137 là ca bệnh 10614 ở Tp. Hồ Chí Minh, nguyên nhân tử vong là do viêm phổi do SARS-CoV-2 biến chứng suy hô hấp tiến triển, sốc nhiễm khuẩn, suy đa cơ quan, xuất huyết tiêu hóa trên bệnh nhân tăng huyết áp, đái tháo đường type 2. Ca tử vong thứ 138 là ca bệnh 25574 ở Long An, nguyên nhân tử vong là do suy hô hấp, viêm phổi nặng, COVID-19, ngưng tim ngoại viện, tràn khí dưới da trên bệnh nhân hen phế quản, béo phì. | [ 194 ] [ 195 ]         |
| 15   | 3.379                | 69         | TPHCM 69, ngày 6 tháng 6 đến ngày 15 tháng 7 | [ 196 ] [ 197 ]         |
| 16   | 3.321                | 18         | TPHCM 6, Đồng Tháp 4, Long An 2, Bắc Ninh 2, Bắc Giang 1, Đồng Nai 1, Bình Dương 1, ngày 8 đến ngày 14 tháng 7 | [ 198 ] [ 199 ]         |
| 17   | 3.705                | 0          | | [ 200 ]                 |
| 18   | 5.887                | 29         | TPHCM 20, Long An 3, Bình Dương 2, Bắc Giang 1, Đà Nẵng 1, Hà Nội 1, Đồng Tháp 1, ngày 4 đến ngày 18 tháng 7 | [ 152 ] [ 201 ]         |
| 19   | 4.175                | 80         | TPHCM 70, Đồng Tháp 5, Long An 2, Trà Vinh 1, Bắc Ninh 1, Vĩnh Long 1, ngày 9 đến ngày 19 tháng 7 | [ 202 ] [ 203 ]         |
| 20   | 4.789                | 0          | | [ 204 ]                 |
| 21   | 5.343                | 36         | TPHCM 32, Long An 2, Đồng Tháp 2, ngày 17 đến ngày 20 tháng 7 | [ 205 ] [ 206 ]         |
| 22   | 6.164                | 0          | | [ 207 ]                 |
| 23   | 7.295                | 0          | | [ 208 ]                 |
| 24   | 7.937 +1.288 bổ sung | 0          | | [ 209 ]                 |
| 25   | 7.525                | 0          | | [ 210 ]                 |
| 26   | 7.859                | 154        | TPHCM 129, Đồng Tháp 9, Long An 7, Cần Thơ 2, Khánh Hòa 2, Ninh Thuận 1, Bắc Ninh 1, Trà Vinh 1, Kiên Giang 1, Đồng Nai 1, ngày 8 đến ngày 25 tháng 7 | [ 154 ] [ 211 ]         |
| 27   | 7.911                | 0          | | [ 212 ]                 |
| 28   | 6.555                | 106        | TPHCM 91, Long An 9, Đồng Tháp 2, Kiên Giang 2, Bà Rịa - Vũng Tàu 1, Đồng Nai 1, ngày 19 đến ngày 26 tháng 7 | [ 213 ]                 |
| 29   | 7.593                | 233        | TPHCM 189, Khánh Hòa 14, Long An 10, Đồng Nai 8, Bến Tre 6, Vĩnh Long 4, Bình Dương 2, ngày 19 đến ngày 26 tháng 7 | [ 214 ]                 |
| 30   | 8.622                | 139        | TPHCM 132, Long An 9, Đồng Tháp 6, Đồng Nai 4, Đà Nẵng 3, Khánh Hòa 3, Hà Nội 1, Vĩnh Long 1, ngày 27 đến ngày 29 tháng 7 | [ 215 ]                 |
| 31   | 8.620                | 145        | TPHCM 90, Tiền Giang 47, Đồng Tháp 4, Long An 2, Quảng Nam 1, Trà Vinh 1, ngày 19 đến ngày 31 tháng 7 | [ 216 ]                 |

### Tháng 8
- Ngày 6 tháng 8, Chính phủ ban hành Nghị quyết số 86/NQ-CP về các giải pháp cấp bách phòng, chống dịch COVID-19. Nghị quyết yêu cầu Thành phố Hồ Chí Minh phấn đấu kiểm soát được dịch bệnh trước ngày 15 tháng 9 năm 2021; Bình Dương, Long An, Đồng Nai phấn đấu kiểm soát được dịch bệnh trước ngày 01 tháng 9; các tỉnh thành khác phấn đấu kiểm soát được dịch bệnh trước ngày 25 tháng 8.[217]
- Ngày 13 tháng 8, Việt Nam vượt 250.000 ca mắc COVID-19.[218]
- Ngày 23 tháng 8, TP HCM bắt đầu siết chặt giãn cách xã hội, triển khai đi chợ hộ.[219][220]

| Ngày | Ca trong nước         | Ca tử vong | Chi tiết ca tử vong | Ct              |
| ---- | --------------------- | ---------- | --- | --------------- |
| 1    | 8.597                 | 0          | | [ 221 ]         |
| 2    | 7.445                 | 389        | TPHCM 354, Bình Dương 25, Đồng Nai 6, Long An 4, ngày 17 tháng 7 đến ngày 2 tháng 8 | [ 222 ]         |
| 3    | 8.377                 | 376        | TPHCM 331, Đồng Tháp 15, Long An 7, Bến Tre 6, Vĩnh Long 4, Cần Thơ 3, Hà Nội 2, Đà Nẵng 2, Đồng Nai 2, Ninh Thuận 1, Bình Thuận 1, Khánh Hòa 1, An Giang 1, ngày 28 tháng 7 đến ngày 2 tháng 8                                          | [ 223 ] [ 224 ] |
| 4    | 7.618                 | 256        | TPHCM 217, Long An 9, Đồng Tháp 8, Đồng Nai 8, Bến Tre 4, Vĩnh Long 3, Hà Nội 1, An Giang 1, Bình Thuận 1, Cần Thơ 1, Sóc Trăng 1, Đà Nẵng 1, Khánh Hòa 1, 28 tháng 7 đến ngày 4 tháng 8                                                 | [ 225 ]         |
| 5    | 7.239                 | 393        | TPHCM 214, Bình Dương 112, Tiền Giang 27, Long An 9, Đồng Tháp 8, Đồng Nai 8, Bến Tre 4, Vĩnh Long 3, Sóc Trăng 1, Khánh Hòa 1, Bình Thuận 1, Bà Rịa - Vũng Tàu 1, An Giang 1, Hà Nội 1, Đà Nẵng 1, Cần Thơ 1, ngày 1 đến ngày 5 tháng 8 | [ 226 ]         |
| 6    | 8.320                 | 296        | TPHCM 219, Long An 20, Đồng Nai 14, Bến Tre 7, Vĩnh Long 7, Cần Thơ 5, Tây Ninh 5, Tiền Giang 4, Hà Nội 4, Khánh Hòa 3, Sóc Trăng 2, Đà Nẵng 1, Bình Dương 1, Bắc Ninh 1, Trà Vinh 1, Bình Thuận 1, Hà Tĩnh 1, ngày 1 đến ngày 6 tháng 8 | [ 227 ]         |
| 7    | 7.333                 | 0          | | [ 228 ]         |
| 8    | 9.684                 | 381        | TPHCM 293, Bình Dương 31, Cần Thơ 7, Bến Tre 7, Vĩnh Long 7, Đồng Nai 5, Khánh Hòa 5, Tây Ninh 5, Tiền Giang 5, Long An 5, Bình Thuận 3, Sóc Trăng 2, Hậu Giang 1, Trà Vinh 1, Cà Mau 1, Đắk Lắk 1, Bình Định 1, Ninh Thuận 1            | [ 229 ] [ 230 ] |
| 9    | 9.323                 | 360        | TPHCM 269, Tiền Giang 39, Đồng Nai 38, Long An 3, Cần Thơ 2, Bình Định 2, Đồng Tháp 2, Vĩnh Long 2, Hà Nội 1, Khánh Hòa 1, Tây Ninh 1 | [ 231 ]         |
| 10   | 8.385                 | 388        | TPHCM 308, Bình Dương 44, Long An 10, Đồng Tháp 5, Cần Thơ 4, Đồng Nai 4, Hà Nội 3, Tiền Giang 3, Bến Tre 2, Sóc Trăng 2, Đà Nẵng 1, Khánh Hòa 1, Kiên Giang 1                                                                           | [ 232 ]         |
| 11   | 8.752                 | 342        | TPHCM 261, Cần Thơ 24, Bình Dương 22, Đồng Nai 11, Đồng Tháp 10, Long An 10, Tiền Giang 2, Đà Nẵng 1, Bà Rịa - Vũng Tàu 1 | [ 233 ]         |
| 12   | 9.653                 | 326        | TPHCM 225, Bình Dương 42, Tiền Giang 20, Bà Rịa - Vũng Tàu 19, Long An 6, Bến Tre 4, Vĩnh Long 4, Đà Nẵng 2, Hà Nội 2, Bình Thuận 2, ngày 1 đến ngày 12 tháng 8                                                                          | [ 234 ]         |
| 13   | 9.150                 | 275        | TPHCM 223, Bình Dương 25, Tiền Giang 8, Đồng Tháp 4, Bến Tre 3, Bình Thuận 3, Đồng Nai 3, Long An 3, Khánh Hòa 2, Cần Thơ 1 | [ 218 ]         |
| 14   | 9.710                 | 349        | TPHCM 285, Bình Dương 32, Long An 10, Tiền Giang 5, Đà Nẵng 3, Đồng Nai 3, Cần Thơ 2, Hà Nội 1, Bến Tre 1, Bình Thuận 1, Hậu Giang 1, Khánh Hòa 1, Kiên Giang 1, Sóc Trăng 1, Trà Vinh 1, Vĩnh Long 1                                    | [ 235 ]         |
| 15   | 9.574                 | 336        | TPHCM 282, Bình Dương 20, Long An 9, Tiền Giang 6, Đồng Nai 5, Bà Rịa - Vũng Tàu 3, Đồng Tháp 2, Sóc Trăng 2, Trà Vinh 2, Cần Thơ 1, Bến Tre 1, Bình Phước 1, Khánh Hòa 1, Quảng Nam 1                                                   | [ 236 ]         |
| 16   | 8.644                 | 368        | TPHCM 315, Bình Dương 29, Long An 8, Tiền Giang 4, Hà Nội 2, Bình Định 1, Bình Thuận 1, Đăk Lăk 1, Đồng Nai 1, Đồng Tháp 1, Hưng Yên 1, Khánh Hòa 1, Sóc Trăng 1, Tây Ninh 1, Thừa Thiên Huế 1                                           | [ 237 ]         |
| 17   | 9.595                 | 331        | TPHCM 285, Bình Dương 12, Long An 9, Tiền Giang 7, Đồng Nai 6, Cần Thơ 4, Đồng Tháp 3, Bến Tre 1, Bình Định 1, Bình Thuận 1, Khánh Hòa 1, Vĩnh Long 1                                                                                    | [ 238 ]         |
| 18   | 8.644                 | 298        | TPHCM 255, Bình Dương 20, Long An 11, Cần Thơ 2, Bến Tre 2, Vĩnh Long 2, Đà Nẵng 1, Bắc Giang 1, Bình Thuận 1, Đồng Nai 1, Đồng Tháp 1, Kiên Giang 1                                                                                     | [ 239 ]         |
| 19   | 10.639                | 380        | TPHCM 307 ca, Bình Dương 45, Long An 17, Cần Thơ 3, Bến Tre 2, Bình Thuận 2, Tiền Giang 2, Vĩnh Long 2 | [ 240 ]         |
| 20   | 10.650                | 390        | TPHCM 312 ca, Bình Dương 41, Long An 8, Đồng Nai 7, Tiền Giang 7, Khánh Hòa 3, Sóc Trăng đều 3, Cần Thơ 2, Hà Nội 1, Bà Rịa - Vũng Tàu 1, Bến Tre 1, Bình Thuận 1, Hải Dương 1, Nam Định 1, Trà Vinh 1                                   | [ 241 ]         |
| 21   | 11.299 +2.118 bổ sung | 0          | | [ 242 ]         |
| 22   | 11.208 +138 bổ sung   | 737        | TPHCM 599, Bình Dương 62, Đồng Nai 25, Tiền Giang 22, Đồng Tháp 11, Cần Thơ 4, Long An 4, Hà Nội 2, Bến Tre 2, Bà Rịa - Vũng Tàu 1, Hà Tĩnh 1, Kiên Giang 1, Sóc Trăng 1, Thừa Thiên Huế 1, Vĩnh Long 1                                  | [ 243 ]         |
| 23   | 10.266 +117 bổ sung   | 389        | TPHCM 340, Bình Dương 34, Long An 6, Đà Nẵng 3, Đồng Nai 2, Đồng Tháp 2, Cần Thơ 1, Bà Rịa - Vũng Tàu 1 | [ 244 ]         |
| 24   | 10.797                | 348        | TPHCM 292, Bình Dương 35, Đồng Nai 4, Đồng Tháp 3, Tiền Giang 3, Bà Rịa - Vũng Tàu 2, Sóc Trăng 2, An Giang 1, Bến Tre 1, Bình Định 1, Bình Thuận 1, Ninh Thuận 1, Quảng Nam 1, Thừa Thiên Huế 1                                         | [ 245 ]         |
| 25   | 12.093                | 335        | TPHCM 266, Bình Dương 31, Long An 16, Đồng Nai 13, Đà Nẵng 3, Hà Nội 1, Bến Tre 1, Bình Phước 1, Khánh Hòa 1, Thừa Thiên Huế 1, Tiền Giang 1                                                                                             | [ 246 ]         |
| 26   | 11.569                | 318        | TPHCM 242, Bình Dương 46, Tiền Giang 9, Đồng Tháp 3, Khánh Hòa 3, Long An 3, Vĩnh Long 3, Bình Thuận 2, Sóc Trăng 2, Hà Nội 1, Bến Tre 1, Kiên Giang 1, Thừa Thiên Huế 1, Trà Vinh 1                                                     | [ 247 ]         |
| 27   | 12.901 +4.508 bổ sung | 386        | TPHCM 287, Bình Dương 34, Đồng Nai 13, Khánh Hòa 10, Long An 7, Đà Nẵng 2, Bến Tre, Sóc Trăng 1, Thanh Hóa 1 | [ 248 ]         |
| 28   | 12.097                | 352        | TPHCM 271, Bình Dương 38, Đồng Nai 16, Tiền Giang 15, Long An 4, Đồng Tháp 2, Khánh Hòa 2, Đà Nẵng 1, Bến Tre 1, Nghệ An 1, Thừa Thiên Huế 1                                                                                             | [ 249 ]         |
| 29   | 12.752                | 344        | TPHCM 256, Bình Dương 31, Tiền Giang 18 ca, Long An 13 ca, Đồng Nai 5, Kiên Giang 4, Vĩnh Long 4, Đà Nẵng 3, Đồng Tháp 3, Tây Ninh 3, Khánh Hòa 1, Ninh Thuận 1, Thừa Thiên Huế 1, Vĩnh Phúc 1, ngày 28 đến 29 tháng 8                   | [ 250 ]         |
| 30   | 14.219                | 315        | TPHCM 245, Bình Dương 39, Tiền Giang 7, Long An 6, Đồng Nai 4, Đồng Tháp 3, Khánh Hòa 2, Đà Nẵng 1, Hà Nội 1, An Giang 1, Bến Tre 1, Bình Định 1, Bình Thuận 1, Sóc Trăng 1, Thừa Thiên Huế 1, Vĩnh Long 1                               | [ 251 ]         |
| 31   | 12.591                | —          | Bộ Y tế công bố chung với ngày 1 tháng 9 (xem bên dưới) | [ 252 ]         |

### Tháng 9
- Ngày 3 tháng 9, Việt Nam vượt 500.000 ca mắc COVID-19.[253]
- Ngày 7 tháng 9, TP HCM tiếp tục giãn cách xã hội theo chỉ thị 16 nhưng mức độ nới lỏng hơn, cho phép quán ăn mở bán mang đi.[254]
- Từ 6h ngày 21 tháng 9, sau 2 tháng áp dụng chỉ thị 16, thành phố Hà Nội giảm mức độ giãn cách theo chỉ thị 15.[255]

| Ngày | Ca trong nước        | Ca tử vong         | Chi tiết ca tử vong | Ct      |
| ---- | -------------------- | ------------------ | --- | ------- |
| 1    | 11.429               | 31.8: 440 1.9: 364 | TPHCM 658, Bình Dương 78, Long An 14, Đồng Nai 12, Đồng Tháp 10, Tiền Giang 9, Đà Nẵng 4, Khánh Hòa 4, Bình Phước 3, Hà Nội 2, Ninh Thuận 2, Thừa Thiên Huế 2, Bà Rịa - Vũng Tàu 1, Bến Tre 1, Lào Cai 1, Tây Ninh 1, Trà Vinh 1, Vĩnh Phúc 1 | [ 256 ] |
| 2    | 13.186               | 271                | TPHCM 197, Bình Dương 34, Đồng Nai 8, Tiền Giang 7, Đồng Tháp 6, Đà Nẵng 4, Trà Vinh 3, Nghệ An 2, Hà Nội 1, An Giang 1, Bà Rịa - Vũng Tàu 1, Bến Tre 1, Bình Định 1, Bình Thuận 1, Đăk Lăk 1, Khánh Hòa 1, Kiên Giang 1, Thừa Thiên Huế 1    | [ 257 ] |
| 3    | 14.894               | 308                | TPHCM 250, Bình Dương 44, Đồng Tháp 5, Hà Nội 2, Đăk Lăk 2, Tiền Giang đều 2, Bến Tre 1, Bình Thuận 1, Khánh Hòa 1 | [ 253 ] |
| 4    | 9.521                | 347                | TPHCM 256, Bình Dương 45, Long An 9, Đồng Tháp 6, Đồng Nai ngày 3-4/9: 5 ca, Khánh Hòa 5, Tiền Giang 5, Cần Thơ 4, Đà Nẵng 4, Đăk Lăk 2, Hà Nội 1, Bình Phước 1, Cà Mau 1, Nghệ An 1, Quảng Nam 1, Vĩnh Long 1                                | [ 258 ] |
| 5    | 13.101               | 281                | TPHCM 222, Bình Dương 38, Tiền Giang 5, Cần Thơ 4, Long An 3, Bình Thuận 2, Đồng Tháp 2, Khánh Hòa 2, Hà Nội 1, Bà Rịa - Vũng Tàu 1, Đồng Nai 1                                                                                               | [ 259 ] |
| 6    | 12.477               | 311                | TPHCM 233, Bình Dương 39, Khánh Hòa 7, Đồng Nai 6, Long An 5, Tiền Giang 5, Kiên Giang 3, Đồng Tháp 2, Đà Nẵng 2, Cần Thơ 2, Sóc Trăng 2, Bình Định 2, Hà Nội 1, Vĩnh Long 1, Tây Ninh 1                                                      | [ 260 ] |
| 7    | 14.193               | 316                | TPHCM 253, Bình Dương 40, Long An 7, Tiền Giang 7, Khánh Hòa 2, Đà Nẵng 2, Bà Rịa - Vũng Tàu 2, Phú Yên 2, Đồng Tháp 1 | [ 261 ] |
| 8    | 12.663               | 434                | TPHCM 268 ca, Bình Dương 34, Long An 8, Tiền Giang ngày 7, Đồng Nai 11, Đồng Tháp 2, Vĩnh Long 2, Trà Vinh , Bến Tre 1, Khánh Hòa 1, Tây Ninh bổ sung 99 ca trong tháng 8                                                                     | [ 262 ] |
| 9    | 12.399               | 345                | TPHCM 203, Bình Dương 40, Long An 8, Đồng Tháp 6, Tiền Giang 5, Khánh Hòa 2, Đà Nẵng trong 2 ngày 8-9/9 là 3 ca, Cần Thơ 1, Hà Tĩnh 1, Quảng Nam 1, Tây Ninh 1, Vĩnh Long 1, 73 ca các tỉnh Đồng Nai, Kiên Giang, Bình Thuận bổ sung          | [ 263 ] |
| 10   | 13.306               | 275                | TPHCM 195, Bình Dương 41, Tiền Giang, Đà Nẵng 3, Đồng Nai 3, Đồng Tháp 2, Bình Thuận 1, An Giang 1, Kiên Giang 1, Cần Thơ 1, Bà Rịa - Vũng Tàu 1, Khánh Hòa 1, Nghệ An 1, 21 ca được Bình Dương, Bình Thuận, Nghệ An bổ sung                  | [ 264 ] |
| 11   | 11.927               | 273                | TPHCM 188, Bình Dương 10, Đồng Nai 4, Kiên Giang 3, Bình Thuận 2, Đà Nẵng 2, Tiền Giang 2, Gia Lai 1, Cần Thơ 1, Ninh Thuận 1, Khánh Hòa 1, Nghệ An 1, Vĩnh Long 1, 56 ca Đồng Nai bổ sung                                                    | [ 265 ] |
| 12   | 11.469 +548 bổ sung  | 261                | TPHCM 200, Bình Dương 39, Long An 5, Đồng Nai 6, Bình Thuận 3, Tiền Giang 2, Đồng Tháp 2, Trà Vinh 1, Khánh Hòa 1, Cần Thơ 1, Đà Nẵng 1 | [ 266 ] |
| 13   | 11.168               | 381                | TPHCM 228, Bình Dương 32, Đồng Nai 10, Long An 7, Tiền Giang 5, Đồng Tháp 5, Cần Thơ 3, Khánh Hòa 2, Đà Nẵng 2, Phú Yên 1, Bình Thuận 1, Bà Rịa - Vũng Tàu 1, An Giang 1, 83 ca bổ sung tại Bình Dương, Đồng Tháp, An Giang                   | [ 267 ] |
| 14   | 10.496               | 276                | TPHCM 199, Bình Dương 41, Đồng Nai 12, Tiền Giang 7, Long An 4, Kiên Giang 4, Đồng Tháp 4, Bình Thuận 2, Cần Thơ 1, Quảng Bình 1, Bà Rịa - Vũng Tàu 1                                                                                         | [ 268 ] |
| 15   | 10.583               | 250                | TPHCM 189, Bình Dương 42, Đồng Nai 4, Long An 4, Đồng Tháp 3, Tây Ninh 2, Phú Yên 1, Trà Vinh 1, Gia Lai 1, An Giang 1, Khánh Hòa 1, Bà Rịa - Vũng Tàu 1                                                                                      | [ 269 ] |
| 16   | 10.482               | 239                | TPHCM 160, Bình Dương 46, Long An 10, Tiền Giang 6, Nghệ An 3, Tây Ninh 2, Bến Tre 2, Thanh Hóa 1, Khánh Hòa 1, Kiên Giang 1, Cà Mau 1, Hà Nội 1, 5 ca Tiền Giang và Kiên Giang bổ sung                                                       | [ 270 ] |
| 17   | 11.506               | 212                | TPHCM 166, Bình Dương 28, Đồng Tháp 4, Long An 2, Tiền Giang 2, Tây Ninh 2, Đà Nẵng 2, Cà Mau 1, Khánh Hòa 1, Bình Thuận 1, Cần Thơ 1, Bình Định 1, Bà Rịa - Vũng Tàu 1                                                                       | [ 271 ] |
| 18   | 9.360                | 220                | TPHCM 165, Bình Dương 39, Kiên Giang 7, Tây Ninh 3, Đồng Tháp 2, Bình Thuận 1, Thanh Hóa 1, Quảng Ngãi 1, Hà Nội 1 | [ 272 ] |
| 19   | 10.025               | 233                | TPHCM 182, Bình Dương 31, Long An 9, An Giang 3, Bình Thuận 2, Tiền Giang 2, Khánh Hòa 1, Kiên Giang 1, Quảng Bình 1, Tây Ninh 1 | [ 273 ] |
| 20   | 8.668                | 215                | TPHCM 163, Bình Dương 36, Bình Thuận 3, Long An 3, Kiên Giang đều 3, Đà Nẵng 2, Bà Rịa - Vũng Tàu 2, Bạc Liêu 1, An Giang 1, Nghệ An 1 | [ 274 ] |
| 21   | 11.687               | 240                | TPHCM 184, Bình Dương 41, Kiên Giang 3, Bình Thuận 3, Long An 2, Tiền Giang 2, Khánh Hòa 1, Hà Tĩnh 1, An Giang 1, Đà Nẵng 1, Bình Phước 1 | [ 275 ] |
| 22   | 11.525               | 236                | TPHCM 181, Bình Dương 37, Tiền Giang, Bình Thuận 3, Long An 3, Cần Thơ 2,Đồng Nai 2, Đăk Nông 1, An Giang 1, Đà Nẵng 1, Nghệ An 1, Bà Rịa - Vũng Tàu 1                                                                                        | [ 276 ] |
| 23   | 9.465                | 236                | TPHCM 175, Bình Dương 37, Long An 7, Đồng Nai 6, Bà Rịa - Vũng Tàu 3, Bình Thuận 2, Hà Nội 2, Tây Ninh 2, Tiền Giang 1, Bình Định 1 | [ 277 ] |
| 24   | 8.530                | 203                | TPHCM 140, Bình Dương 30, Đồng Nai 15, Long An 7, Cần Thơ 3, An Giang 2, Trà Vinh 1, Đà Nẵng 1, Kiên Giang 1, Bến Tre 1, Bạc Liêu 1, Thanh Hóa 1                                                                                              | [ 278 ] |
| 25   | 9.682                | 180                | TPHCM 123, Bình Dương 34, Đồng Nai 7, An Giang 3, Tiền Giang 3, Tây Ninh 3, Bến Tre 2, Đà Nẵng 2, Bình Thuận 1, Kiên Giang 1, Cần Thơ 1 | [ 279 ] |
| 26   | 10.011               | 184                | TPHCM 131, Bình Dương 26, Đồng Nai 9, Long An và An Giang 4, Tây Ninh 2, Kiên Giang 2, Tiền Giang 2, Đà Nẵng 1, Bà Rịa - Vũng Tàu 1, Nghệ An 1, Quảng Ngãi 1                                                                                  | [ 280 ] |
| 27   | 9.342                | 174                | TPHCM 122, Bình Dương 32, Tây Ninh 4, An Giang 4, Đồng Nai 4, Cần Thơ 3, Đồng Tháp 2, Tiền Giang 1, Bình Thuận 1, Đà Nẵng 1 | [ 281 ] |
| 28   | 4.583                | 178                | TPHCM 131, Bình Dương 15, Đồng Nai 6, Long An, Tiền Giang 5, An Giang 5, Kiên Giang 4, Đà Nẵng 2, Quảng Ngãi 1, Khánh Hòa 1, Tây Ninh 2, Cần Thơ 1, Sóc Trăng 1                                                                               | [ 282 ] |
| 29   | 8.744                | 162                | TPHCM 113, Bình Dương 33, Đồng Nai 3, An Giang 3, Kiên Giang 2, Long An 2, Đồng Tháp 2, Cần Thơ 2, Cà Mau 2, Bà Rịa - Vũng Tàu 1, Tiền Giang 1                                                                                                | [ 283 ] |
| 30   | 7.937 +3.417 bổ sung | 159                | TPHCM 106, Bình Dương 30, An Giang 7, Đồng Nai 6, Kiên Giang 3, Tiền Giang 2, Đồng Tháp 1, Gia Lai 1, Tây Ninh 1, Cần Thơ 1, Quảng Bình 1 | [ 284 ] |

### Tháng 10
- Ngày 1 tháng 10, sau gần 3 tháng áp dụng chỉ thị 16, TP. HCM mở cửa phần lớn các hoạt động trở lại (ngoại trừ quán bar, karaoke, vũ trường, bán vé số, nghi lễ tôn giáo,...) và áp dụng chỉ thị 18 của thành uỷ TP.HCM.[285]
- Ngày 11 tháng 10, Chính phủ ban hành Nghị quyết 128/NQ-CP[286] nhằm "Thích ứng an toàn, linh hoạt, kiểm soát hiệu quả dịch COVID-19", thay thế chỉ thị 15, 16, 19.[287][288]
- Ngày 27 tháng 10, Việt Nam bắt đầu tiêm vắc-xin COVID-19 cho trẻ em tại TP.HCM.[289]

| Ngày | Ca trong nước        | Ca tử vong | Chi tiết ca tử vong | Ct      |
| ---- | -------------------- | ---------- | --- | ------- |
| 1    | 6.941                | 136        | TPHCM 96, Bình Dương 19, Long An 5, Đồng Nai 5, Cần Thơ 3, An Giang 2, Tiền Giang 2, Đồng Tháp 1, Bình Phước 1, Cà Mau 1, Kiên Giang 1                                        | [ 290 ] |
| 2    | 5.477                | 164        | TPHCM 123, Bình Dương 24, Đồng Nai 5, Long An 5, Kiên Giang 2, Quảng Ngãi 1, Tiền Giang 1, An Giang 1, Bình Thuận 1, Cần Thơ 1                                                | [ 291 ] |
| 3    | 5.367                | 114        | TPHCM 79, Bình Dương 20, Đồng Nai 4, Tiền Giang 4, Kiên Giang 2, Tây Ninh 1, Đồng Tháp 1, Cần Thơ 1, Bình Thuận 1, Bạc Liêu 1                                                 | [ 292 ] |
| 4    | 5.382                | 130        | TPHCM 93, Bình Dương 20, Long An 5, Đồng Nai 5, An Giang 3, Cà Mau 1, Vĩnh Long 1, Đà Nẵng 1, Tiền Giang 1                                                                    | [ 293 ] |
| 5    | 4.360                | 134        | TPHCM 104, Bình Dương 15, Đồng Nai 4, An Giang 3, Cần Thơ 3, Cà Mau 2, Kiên Giang 1, Bà Rịa - Vũng Tàu 1, Nghệ An 1                                                           | [ 294 ] |
| 6    | 4.356                | 119        | TPHCM 88, Bình Dương 16, Tiền Giang 2, Long An 2, Đồng Nai 2, Đồng Tháp 2, Tây Ninh 2, An Giang 2, Bình Định 1, Cần Thơ 1, Kiên Giang 1                                       | [ 295 ] |
| 7    | 4.147                | 120        | TPHCM 92, Bình Dương 19, Đồng Nai 3, Cần Thơ 2, Bến Tre 1, Tiền Giang 1, Đăk Nông 1, Long An 1                                                                                | [ 296 ] |
| 8    | 4.773                | 114        | TPHCM 78, Bình Dương 17, An Giang 7, Đồng Nai 3, Long An 3, Đồng Tháp 1, Ninh Thuận 1, Kiên Giang 1, Bạc Liêu 1, Tây Ninh 1, Cần Thơ 1                                        | [ 297 ] |
| 9    | 4.512                | 105        | TPHCM 74, Bình Dương 18, An Giang 5, Đồng Nai 3, Tiền Giang 2, Tây Ninh 2, Hà Nội 1                                                                                           | [ 298 ] |
| 10   | 3.513                | 113        | TPHCM 82, Bình Dương 12, Ninh Thuận 6, Long An 4, Đồng Nai 3, Tây Ninh 1, Bình Phước 1, Đăk Nông 1, Đăk Lăk 1, Cà Mau 1, Bà Rịa - Vũng Tàu 1                                  | [ 299 ] |
| 11   | 3.617                | 115        | TPHCM 75, Bình Dương 18, Đồng Nai 5, An Giang 5, Tiền Giang 4, Ninh Thuận 2, Long An 2, Quảng Bình 1, Bình Định 1, Cần Thơ 1, Tây Ninh 1                                      | [ 300 ] |
| 12   | 2.939                | 93         | TPHCM 64, Bình Dương 13, An Giang 4, Kiên Giang 3, Long An 2, Bình Định 2, Ninh Thuận 1, Bình Phước 1, Đăk Nông 1, Hà Nội 1, Gia Lai 1                                        | [ 301 ] |
| 13   | 3.458                | 106        | TPHCM 73, Bình Dương 18, Long An 4, Đồng Nai 4, Tiền Giang 3, Cần Thơ 1, An Giang 1, Đồng Tháp 1, Quảng Trị 1                                                                 | [ 302 ] |
| 14   | 3.088 +1.059 bổ sung | 81         | TPHCM 61, Bình Dương 10, Long An 3, Đồng Tháp 1, An Giang 1, Khánh Hòa 1, Đăk Lăk 1, Bạc Liêu 1, Kiên Giang 1, Sóc Trăng 1                                                    | [ 303 ] |
| 15   | 3.789                | 93         | TPHCM 61, Bình Dương 18, Tiền Giang 4, Tây Ninh 2, Long An 2, Đồng Nai 2, Đồng Tháp 1, Đăk Lăk 1, Kiên Giang 1, Sóc Trăng 1                                                   | [ 304 ] |
| 16   | 3.211                | 88         | TPHCM 58, Bình Dương 11, Tiền Giang 3, Tây Ninh 3, Long An 3, An Giang 2, Cần Thơ 2, Bình Thuận 1, Đắk Nông 1, Đồng Nai 1, Gia Lai 1, Kiên Giang 1, Sóc Trăng 1               | [ 305 ] |
| 17   | 3.175                | 63         | TPHCM 38, Bình Dương 13, Đồng Nai 2, Kiên Giang 2, Sóc Trăng 2, Đắk Lắk 2, Quảng Ngãi 1, Bạc Liêu 1, Bình Thuận 1, Đắk Nông 1                                                 | [ 306 ] |
| 18   | 3.159                | 75         | TPHCM 51, Bình Dương 14, Đồng Nai 3, Sóc Trăng 1, Lâm Đồng 1, Cà Mau 1, Đà Nẵng 1, Tây Ninh 1, Tiền Giang 1, An Giang 1                                                       | [ 307 ] |
| 19   | 3.027                | 75         | TPHCM 47, Bình Dương 11, Đồng Nai 5, Tiền Giang 3, Long An 2, An Giang 2, Bình Thuận 2, Cà Mau 1, Kiên Giang 1, Đồng Tháp 1                                                   | [ 308 ] |
| 20   | 3.635                | 72         | TPHCM 43, Bình Dương 8, An Giang 7, Tiền Giang 4, Long An 3, Kiên Giang 2, Đắk Lắk 2, Đồng Tháp 1, Bạc Liêu 1, Đồng Nai 1                                                     | [ 309 ] |
| 21   | 3.618                | 71         | TPHCM 41, Bình Dương 12, Long An 5, An Giang 4, Sóc Trăng 3, Ninh Thuận 2, Đồng Nai 2, Quảng Ngãi 1, Hà Nội 1                                                                 | [ 310 ] |
| 22   | 3.977                | 56         | TPHCM 33, Bình Dương 7, An Giang 7, Long An 3, Kiên Giang 2, Đồng Nai 1, Bình Thuận 1, Bình Phước 1, Sóc Trăng 1                                                              | [ 311 ] |
| 23   | 3.361                | 77         | TPHCM 42, Bình Dương 12, Đồng Nai 5, Long An 3, Sóc Trăng 3, Tiền Giang 2, An Giang 2, Ninh Thuận 2, Bình Phước 1, Đắk Nông 1, Cần Thơ 1, Trà Vinh 1, Bạc Liêu 1, Thanh Hóa 1 | [ 312 ] |
| 24   | 4.028                | 53         | TPHCM 30, Bình Dương 12, Đồng Nai 5, Long An 2, An Giang 2, Tây Ninh 1, Bạc Liêu 1                                                                                            | [ 313 ] |
| 25   | 3.620                | 65         | TPHCM 40, Bình Dương 11, Đồng Nai 7, Tây Ninh 3, Bạc Liêu 2, An Giang 1, Tiền Giang 1                                                                                         | [ 314 ] |
| 26   | 3.592                | 64         | TPHCM 27, Bình Dương 14, Đồng Nai 4, Tiền Giang 3, Long An 3, Bạc Liêu 3, Tây Ninh 3, An Giang 3, Ninh Thuận 1, Cần Thơ 1, Cà Mau 1, Nghệ An 1                                | [ 315 ] |
| 27   | 4.404                | 54         | TPHCM 32, Bình Dương 8, Long An 4, Bạc Liêu 3, Đồng Nai 2, Tây Ninh 1, Thanh Hóa 1, Kiên Giang 1, An Giang 1, Sóc Trăng 1                                                     | [ 316 ] |
| 28   | 4.876                | 54         | TPHCM 25, Bình Dương 6, Tiền Giang 4, Long An 4, Tây Ninh 4, Đồng Nai 3, Sóc Trăng 2, Kiên Giang 1, Cần Thơ 1, Đắk Lắk 1, Bạc Liêu 1, An Giang 1, Ninh Thuận 1                | [ 317 ] |
| 29   | 4.889                | 56         | TPHCM 32, Bình Dương 6, Bạc Liêu 5, Đồng Nai 4, Tiền Giang 2, Sóc Trăng 2, Bà Rịa - Vũng Tàu 1, Khánh Hòa 1, Quảng Ngãi 1, Kiên Giang 1, Lâm Đồng 1                           | [ 318 ] |
| 30   | 5.224                | 64         | TPHCM 30, Bình Dương 13, Bạc Liêu 5, Long An 4, Sóc Trăng 4, An Giang 3, Cần Thơ 1, Kiên Giang 1, Tây Ninh 1, Tiền Giang 1, Ninh Thuận 1                                      | [ 319 ] |
| 31   | 5.504                | 53         | TPHCM 21, Bình Dương 7, Cần Thơ 5, Đồng Nai 4, Sóc Trăng 4, Bạc Liêu 3, Long An 3, Vĩnh Long 1, Tây Ninh 1, Trà Vinh 1, Tiền Giang 1, Kiên Giang 1, Đắk Lắk 1                 | [ 320 ] |

### Tháng 11
- Ngày 5 tháng 11, Sở Y tế Cao Bằng công bố ca nhiễm đầu tiên tại tỉnh này. Đây cũng là tỉnh cuối cùng của Việt Nam xuất hiện ca nhiễm COVID-19.[321]
- Ngày 11 tháng 11, Việt Nam vượt 1 triệu ca mắc COVID-19.[322]
- Tối 19 tháng 11, Lễ tưởng niệm đồng bào tử vong và cán bộ, chiến sĩ hy sinh trong dịch COVID-19 được tổ chức.[323]

| Ngày | Ca trong nước          | Ca tử vong | Chi tiết ca tử vong | Ct      |
| ---- | ---------------------- | ---------- | --- | ------- |
| 1    | 5.595                  | 52         | TPHCM 25, Bình Dương 11, Hòa Bình 4, Bạc Liêu 3, Đồng Nai 2, Cần Thơ 2, Cà Mau 1, Đồng Tháp 1, Ninh Thuận 1, Sóc Trăng 1, Tây Ninh 1 | [ 324 ] |
| 2    | 5.613                  | 74         | TPHCM 31, Bình Dương 19, An Giang 6, Kiên Giang 4, Đồng Nai 4, Long An 3, Cần Thơ 2, Tiền Giang 1, Tây Ninh 1, Khánh Hòa 1, Đắk Lắk 1 | [ 325 ] |
| 3    | 6.175 +914 bổ sung     | 78         | TPHCM 40, Bình Dương 13, Cần Thơ 4, Đồng Nai 4, Tiền Giang 3, An Giang 3, Bạc Liêu 2, Long An 2, Kiên Giang 2, Ninh Thuận 2, Vĩnh Long 1, Bà Rịa - Vũng Tàu 1, Bình Thuận 1                                                                                      | [ 326 ] |
| 4    | 6.576                  | 59         | TPHCM 28, Bình Dương 13, Đồng Nai 3, Tiền Giang 3, Long An 2, Kiên Giang 2, Cần Thơ 2, Trà Vinh 2, Bạc Liêu 1, Đắk Lắk 1, Hà Nội 1, Ninh Thuận 1 | [ 327 ] |
| 5    | 7.487                  | 70         | TPHCM 33, An Giang 9, Bình Dương 6, Long An 5, Kiên Giang 3, Sóc Trăng 3, Hậu Giang 2, Bạc Liêu 2, Hưng Yên 1, Đắk Lắk 1, Tây Ninh 1, Đồng Nai 1, Tiền Giang 1, Ninh Thuận 1, Bến Tre 1                                                                          | [ 328 ] |
| 6    | 7.480                  | 58         | TPHCM 32, Bình Dương 5, Kiên Giang 5, Đồng Nai 4, Bạc Liêu 2, Cà Mau 2, Đồng Tháp 2, Bình Định 1, Sóc Trăng 1, Lâm Đồng 1, Bình Thuận 1, Long An 1, Cần Thơ 1 | [ 329 ] |
| 7    | 7.631                  | 61         | TPHCM 31, Bạc Liêu 7, Bình Dương 5, An Giang 5, Tiền Giang 4, Đồng Nai 2, Kiên Giang 2, Đắk Nông 1, Bình Thuận 1, Cần Thơ 1, Quảng Ngãi 1, Sóc Trăng 1 | [ 330 ] |
| 8    | 7.954                  | 67         | TPHCM 35, Đồng Nai 11, Bình Dương 8, Tây Ninh 2, Kiên Giang 2, An Giang 2, Khánh Hòa 1, Bình Phước 1, Cần Thơ 1, Hậu Giang 1, Đắk Lắk 1, Sóc Trăng 1, Bạc Liêu 1                                                                                                 | [ 331 ] |
| 9    | 8.129                  | 88         | TPHCM 38, Bình Dương 11, An Giang 7, Kiên Giang 5, Tây Ninh 4, Bạc Liêu 4, Đồng Nai 3, Long An 3, Cần Thơ 3, Tiền Giang 2, Lâm Đồng 1, Bình Thuận 1, Bà Rịa - Vũng Tàu 1, Đồng Tháp 1, Vĩnh Long 1, Hậu Giang 1, Hà Nội 1, Sóc Trăng 1                           | [ 332 ] |
| 10   | 7.918                  | 79         | TPHCM 43, Bình Dương 9, Long An 4, Tiền Giang 4, An Giang 4, Đồng Nai 3, Cần Thơ 3, Đắk Lắk 2, Tây Ninh 2, Kiên Giang 2, Bạc Liêu 2, Khánh Hòa 1, Bình Thuận 1, Vĩnh Long 1                                                                                      | [ 333 ] |
| 11   | 8.145                  | 84         | TPHCM 38, Bình Dương 6, Đồng Nai 6, Long An 6, An Giang 5, Tiền Giang 3, Tây Ninh 3, Kiên Giang 3, Bạc Liêu 3, Bình Thuận 2, Cần Thơ 2, Nghệ An 1, Bình Định 1, Đắk Lắk 1, Đồng Tháp 1, Vĩnh Long 1, Sóc Trăng 1, Bến Tre 1                                      | [ 322 ] |
| 12   | 8.976                  | 81         | TPHCM 42, Bình Dương 5, Tiền Giang 5, Long An 4, Kiên Giang 4, Bạc Liêu 4, Đắk Lắk 3, Tây Ninh 3, An Giang 2, Hà Giang 1, Trà Vinh 1, Thanh Hóa 1, Nghệ An 1, Đồng Nai 1, Bà Rịa - Vũng Tàu 1, Đồng Tháp 1, Cần Thơ 1, Cà Mau 1                                  | [ 334 ] |
| 13   | 8.451                  | 88         | TPHCM 38, Bình Dương 8, Tây Ninh 8, An Giang 6, Tiền Giang 5, Bình Thuận 5, Cần Thơ 4, Bạc Liêu 4, Đồng Nai 3, Long An 3, Đồng Tháp 2, Sóc Trăng 2, Vĩnh Long 1                                                                                                  | [ 335 ] |
| 14   | 8.163                  | 64         | TPHCM 22, Kiên Giang 8, An Giang 6, Bình Dương 5, Tây Ninh 4, Cần Thơ 2, Bạc Liêu 2, Ninh Thuận 2, Hà Nội 1, Hà Giang 1, Đắk Lắk 1, Đồng Nai 1, Đồng Tháp 1, Vĩnh Long 1                                                                                         | [ 336 ] |
| 15   | 8.603                  | 101        | TPHCM 45, An Giang 10, Bình Dương 9, Long An 7, Tiền Giang 6, Kiên Giang 6, Cần Thơ 4, Đồng Nai 3, Tây Ninh 2, Bà Rịa - Vũng Tàu 2, Đồng Tháp 2, Bạc Liêu 2, Ninh Thuận 2, Đắk Lắk 1                                                                             | [ 337 ] |
| 16   | 9.641                  | 87         | TPHCM 35, Bình Dương 7, Long An 6, Bạc Liêu 6, Đồng Nai 5, Cà Mau 5, Tây Ninh 3, Đồng Tháp 3, Bình Thuận 3, An Giang 3, Sóc Trăng 2, Tiền Giang 2, Kiên Giang 2, Gia Lai 1, Vĩnh Long 1, Khánh Hòa 1, Bến Tre 1, Hậu Giang 1                                     | [ 338 ] |
| 17   | 9.839                  | 67         | TPHCM 26, Bình Dương 12, An Giang 7, Tây Ninh 4, Long An 4, Cần Thơ 3, Sóc Trăng 3, Bình Thuận 2, Bạc Liêu 2, Hà Nội 1, Vĩnh Long 1, Bà Rịa - Vũng Tàu 1, Đồng Tháp 1                                                                                            | [ 339 ] |
| 18   | 10.209                 | 139        | TPHCM 44, An Giang 22, Kiên Giang 16, Bình Dương 14, Đồng Nai 7, Long An 6, Bạc Liêu 5, Tiền Giang 5, Nghệ An 3, Trà Vinh 3, Vĩnh Long 3, Bình Thuận 2, Cần Thơ 2, Bến Tre 2, Sóc Trăng 2, Ninh Thuận 1, Bà Rịa - Vũng Tàu 1                                     | [ 340 ] |
| 19   | 9.617                  | 102        | TPHCM 55, Đồng Nai 12, Tiền Giang 12, Bình Dương 5, Bạc Liêu 4, Tây Ninh 2, Bình Thuận 2, Đồng Tháp 2, Kiên Giang 2, Cần Thơ 2, Bình Định 1, Lâm Đồng 1, Bình Phước 1, Long An 1                                                                                 | [ 341 ] |
| 20   | 9.518                  | 107        | TPHCM 42, An Giang 14, Đồng Nai 7, Kiên Giang 5, Bình Thuận 4, Long An 4, Tiền Giang 4, Cần Thơ 4, Thanh Hóa 3, Tây Ninh 3, Đồng Tháp 3, Bạc Liêu 3, Vĩnh Long 3, Cà Mau 2, Ninh Thuận 2, Sóc Trăng 1, Hà Nội 1, Trà Vinh 1                                      | [ 342 ] |
| 21   | 9.882                  | 76         | Bình Dương 15, Long An 8, An Giang 7, Đồng Nai 7, Tiền Giang 6, Cần Thơ 6, Tây Ninh 5, Kiên Giang 5, Sóc Trăng 4, Bạc Liêu 4, Bình Thuận 3, Đồng Tháp 2, Vĩnh Long 2, Quảng Ngãi 1, Cà Mau 1                                                                     | [ 343 ] |
| 22   | 10.299                 | 190        | TPHCM 109, An Giang 20, Long An 8, Bình Dương 7, Tiền Giang 7, Kiên Giang 7, Cần Thơ 6, Đồng Nai 4, Bạc Liêu 4, Sóc Trăng 3, Gia Lai 2, Tây Ninh 2, Đồng Tháp 2, Vĩnh Long 2, Bắc Giang 1, Nghệ An 1, Lâm Đồng 1, Bình Thuận 1, Bến Tre 1, Hậu Giang 1, Cà Mau 1 | [ 344 ] |
| 23   | 11.126 +28.000 bổ sung | 167        | TPHCM 62, An Giang 28, Bình Dương 12, Đồng Nai 11, Long An 9, Kiên Giang 7, Cần Thơ 7, Tây Ninh 6, Tiền Giang 5, Đồng Tháp 3, Vĩnh Long 3, Cà Mau 3, Bà Rịa - Vũng Tàu 2, Bến Tre 2, Sóc Trăng 2, Quảng Ngãi 1, Trà Vinh 1, Lâm Đồng 1, Ninh Thuận 1, Bạc Liêu 1 | [ 345 ] |
| 24   | 11.789                 | 125        | TPHCM 62, Bình Dương 15, Đồng Nai 11, Kiên Giang 5, Cà Mau 5, Sóc Trăng 4, Tây Ninh 3, Đồng Tháp 3, Cần Thơ 3, Bình Thuận 2, Long An 2, Bạc Liêu 2, Trà Vinh 2, Hà Giang 1, Khánh Hòa 1, Đắk Lắk 1, Ninh Thuận 1, Bình Phước 1, Hậu Giang 1                      | [ 346 ] |
| 25   | 12.429                 | 164        | TPHCM 59, An Giang 17, Tiền Giang 13, Bình Dương 13, Kiên Giang 10, Tây Ninh 8, Đồng Nai 8, Cần Thơ 8, Long An 7, Vĩnh Long 6, Sóc Trăng 5, Đồng Tháp 2, Bạc Liêu 2, Đắk Lắk 1, Bình Thuận 1, Bà Rịa - Vũng Tàu 1, Hậu Giang 1, Quảng Ngãi 1, Trà Vinh 1         | [ 347 ] |
| 26   | 13.094                 | 137        | TPHCM 60, Tiền Giang 13, An Giang 13, Tây Ninh 9, Bình Thuận 8, Kiên Giang 7, Sóc Trăng 4, Vĩnh Long 4, Đồng Nai 3, Đồng Tháp 3, Cần Thơ 3, Đắk Lắk 2, Bạc Liêu 2, Trà Vinh 1, Nghệ An 1, Bà Rịa - Vũng Tàu 1, Long An 1, Bến Tre 1, Cà Mau 1                    | [ 348 ] |
| 27   | 13.048 +3.004 bổ sung  | 148        | TPHCM 65, Tây Ninh 11, Bình Dương 11, An Giang 9, Long An 8, Tiền Giang 8, Bạc Liêu 7, Bình Thuận 5, Cần Thơ 5, Sóc Trăng 4, Khánh Hòa 3, Đồng Nai 3, Đồng Tháp 3, Bình Phước 2, Hà Giang 1, Lạng Sơn 1, Đắk Lắk 1, Hậu Giang 1                                  | [ 349 ] |
| 28   | 12.928                 | 190        | TPHCM 72, Đồng Nai 18, Bình Dương 13, Kiên Giang 10, An Giang 9, Long An 9, Cần Thơ 9, Bình Thuận 8, Đồng Tháp 6, Bạc Liêu 6, Tây Ninh 5, Tiền Giang 5, Cà Mau 4, Bến Tre 3, Vĩnh Long 3, Trà Vinh 3, Sóc Trăng 3, Nghệ An 2, Bình Định 1, Đắk Lắk 1             | [ 350 ] |
| 29   | 13.758                 | 173        | TPHCM 62, Bình Dương 22, Đồng Nai 12, An Giang 10, Tiền Giang 10, Cần Thơ 10, Tây Ninh 8, Vĩnh Long 7, Kiên Giang 7, Đồng Tháp 6, Long An 5, Cà Mau 3, Trà Vinh 2, Sóc Trăng 2, Bình Thuận 2, Khánh Hòa 1, Đắk Nông 1, Bến Tre 1, Hậu Giang 1, Bạc Liêu 1        | [ 351 ] |
| 30   | 13.966                 | 197        | TPHCM 76, Bình Dương 22, Cần Thơ 18, An Giang 14, Kiên Giang 13, Đồng Nai 11, Bình Thuận 7, Đồng Tháp 7, Tây Ninh 6, Tiền Giang 5, Bạc Liêu 4, Khánh Hòa 3, Cà Mau 3, Sóc Trăng 2, Bến Tre 2, Bình Định 2, Long An 1, Hậu Giang 1                                | [ 352 ] |

### Tháng 12
- Ngày 1 tháng 12, Bộ Y tế gửi công văn hướng dẫn tiêm bổ sung và tiêm nhắc lại vaccine COVID-19.[353]
- Ngày 5 tháng 12, Bộ Y Tế đã ghi nhận trường hợp tử vong đầu tiên ở Cao Bằng.[354]
- Ngày 17 tháng 12, thời điểm tiêm nhắc lại được rút ngắn còn ít nhất 3 tháng sau mũi cuối của liều cơ bản; cho phép người tiêm mũi cơ bản bằng vaccine Sinopharm, Sputnik V được tiêm bổ sung.[355]
- Ngày 18 tháng 12 năm 2021, ông Phan Quốc Việt, Tổng giám đốc công ty cổ phần Công nghệ Việt Á đã bị bắt để điều tra về hành vi nâng khống giá kit test COVID-19, chi tiền hối lộ cho lãnh đạo Bệnh viện, CDC các tỉnh thành để bán kit với giá cao hơn so với giá thành sản xuất. Cùng bị tạm giam là Phạm Duy Tuyến (Giám đốc Trung tâm kiểm soát bệnh tật tỉnh Hải Dương – CDC Hải Dương). Cả hai cùng 5 bị can khác bị cáo buộc đã vi phạm Luật đấu thầu gây thiệt hại tài sản Nhà nước ước tính khoảng 30 tỉ đồng.[356][357][358]
- Ngày 28 tháng 12, Bộ Y tế công bố ca nhiễm biến thể Omicron đầu tiên tại Việt Nam, là người nhập cảnh từ Anh vào Hà Nội.[359]
- Ngày 29 tháng 12, Bộ Y tế thay đổi định nghĩa ca bệnh nghi ngờ, F0, F1; cho phép sử dụng kết quả xét nghiệm nhanh kháng nguyên để xác định ca bệnh COVID-19 trong một số trường hợp.[360]
- Ngày 31 tháng 12
  - Thêm 14 người từ Mỹ, Hàn Quốc nhập cảnh vào Quảng Nam nhiễm biến thể Omicron.[361]
  - Bộ Công an đã khởi tố 11 viên chức của Bộ Khoa học và Công nghệ và Bộ Y tế và các viên chức của CDC Nghệ An, CDC Bình Dương, và hàng loạt tỉnh khác trong Vụ án sai phạm tại Công ty cổ phần Công nghệ Việt Á.[362][363]

| Ngày | Ca trong nước          | Ca tử vong | Chi tiết ca tử vong | Ct      |
| ---- | ---------------------- | ---------- | --- | ------- |
| 1    | 14.506                 | 196        | TPHCM 68, Đồng Nai 20, Bình Dương 19, An Giang 17, Tây Ninh 13, Kiên Giang 13, Tiền Giang 8, Đồng Tháp 6, Cần Thơ 6, Bạc Liêu 5, Bình Thuận 4, Long An 4, Vĩnh Long 3, Sóc Trăng 2, Bến Tre 2, Cà Mau 2, Hà Nội 1, Phú Thọ 1, Trà Vinh 1, Khánh Hòa 1 | [ 364 ] |
| 2    | 13.677                 | 210        | TPHCM 80, Đồng Nai 23, Cần Thơ 16, An Giang 14, Kiên Giang 12, Long An 11, Tây Ninh 8, Bình Dương 8, Tiền Giang 8, Bạc Liêu 6, Đồng Tháp 5, Sóc Trăng 4, Bình Thuận 3, Khánh Hòa 2, Gia Lai 2, Trà Vinh 2, Hà Nội 1, Hà Giang 1, Lâm Đồng 1, Bình Phước 1, Bà Rịa - Vũng Tàu 1, Bến Tre 1                                                                                             | [ 365 ] |
| 3    | 13.661 +822 bổ sung    | 200        | TPHCM 68, Đồng Nai 22, An Giang 16, Bình Dương 14, Cần Thơ 13, Tây Ninh 10, Tiền Giang 9, Kiên Giang 8, Vĩnh Long 7, Long An 7, Bình Thuận 5, Đồng Tháp 4, Bạc Liêu 3, Sóc Trăng 3, Bình Phước 2, Hà Nội 2, Cà Mau 2, Ninh Thuận 1, Hà Giang 1, Hòa Bình 1, Lâm Đồng 1, Hậu Giang 1                                                                                                   | [ 366 ] |
| 4    | 13.993                 | 203        | TPHCM 75, An Giang 20, Bình Dương 18, Cần Thơ 15, Đồng Nai 13, Tiền Giang 10, Tây Ninh 10, Long An 7, Kiên Giang 7, Sóc Trăng 5, Đồng Tháp 5, Vĩnh Long 5, Bạc Liêu 5, Bình Thuận 4, Khánh Hòa 3, Bà Rịa - Vũng Tàu 3, Hậu Giang 2, Quảng Ngãi 2, Trà Vinh 2, Quảng Ninh 1, Đắk Lắk 1, Bình Phước 1                                                                                   | [ 367 ] |
| 5    | 14.312                 | 199        | TPHCM 69, Tây Ninh 20, An Giang 19, Kiên Giang 17, Đồng Nai 12, Tiền Giang 10, Bình Dương 9, Cần Thơ 7, Sóc Trăng 6, Vĩnh Long 6, Đồng Tháp 5, Bình Thuận 4, Cà Mau 4, Bà Rịa - Vũng Tàu 3, Cao Bằng 1, Trà Vinh 1, Phú Thọ 1, Thừa Thiên Huế 1, Bình Định 1, Khánh Hòa 1, Bình Phước 1, Bạc Liêu 1                                                                                   | [ 368 ] |
| 6    | 14.558                 | 223        | TPHCM 94, Long An 20, Cần Thơ 18, An Giang 15, Đồng Nai 14, Tây Ninh 13, Tiền Giang 10, Kiên Giang 8, Bình Thuận 5, Sóc Trăng 5, Trà Vinh 3, Bà Rịa - Vũng Tàu 3, Đồng Tháp 3, Bạc Liêu 3, Cà Mau 2, Quảng Trị 1, Quảng Ngãi 1, Lâm Đồng 1, Bến Tre 1, Nam Định 1, Khánh Hòa 1, Đắk Lắk 1, Bến Tre 1                                                                                  | [ 369 ] |
| 7    | 13.835                 | 217        | TPHCM 57, Bình Dương 37, An Giang 19, Đồng Nai 18, Tây Ninh 14, Tiền Giang 13, Long An 10, Bình Thuận 7, Cần Thơ 7, Vĩnh Long 6, Kiên Giang 6, Đồng Tháp 5, Bạc Liêu 5, Cà Mau 3, Trà Vinh 3, Sóc Trăng 3, Bình Định 1, Quảng Bình 1, Đà Nẵng 1, Phú Yên 1 | [ 370 ] |
| 8    | 14.595                 | 230        | TPHCM 75, An Giang 24, Đồng Nai 18, Bình Dương 16, Tiền Giang 14, Long An 13, Vĩnh Long 12, Kiên Giang 12, Tây Ninh 11, Cần Thơ 10, Sóc Trăng 4, Lâm Đồng 3, Cà Mau 3, Trà Vinh 2, Khánh Hòa 2, Bình Phước 2, Bình Thuận 2, Bà Rịa - Vũng Tàu 2, Hà Nội 1, Hải Phòng 1, Hòa Bình 1, Nghệ An 1, Bến Tre 1                                                                              | [ 371 ] |
| 9    | 15.300                 | 256        | TPHCM 76, An Giang 37, Đồng Tháp 17, Tây Ninh 16, Bình Dương 16, Đồng Nai 13, Tiền Giang 11, Kiên Giang 11, Cần Thơ 10, Vĩnh Long 8, Long An 6, Bình Thuận 5, Bến Tre 5, Sóc Trăng 5, Đắk Lắk 4, Bà Rịa - Vũng Tàu 3, Hậu Giang 3, Bạc Liêu 2, Hà Nội 1, Bắc Ninh 1, Bình Định 1, Ninh Thuận 1, Hải Phòng 1, Khánh Hòa 1, Lâm Đồng 1, Hòa Bình 1, Cà Mau 1                            | [ 372 ] |
| 10   | 14.819                 | 216        | TPHCM 71, Đồng Nai 33, Bình Dương 15, Tây Ninh 14, Tiền Giang 12, Bạc Liêu 11, Cần Thơ 11, Đồng Tháp 8, Bình Thuận 7, Vĩnh Long 7, Kiên Giang 7, Long An 5, Trà Vinh 3, Cà Mau 2, Hà Nội 1, Bắc Ninh 1, Bình Định 1, Ninh Thuận 1, Bình Phước 1 | [ 373 ] |
| 11   | 16.104                 | 209        | TPHCM 67, Đồng Nai 17, An Giang 13, Bình Dương 13, Cần Thơ 13, Tây Ninh 12, Kiên Giang 11, Đồng Tháp 10, Tiền Giang 10, Long An 8, Sóc Trăng 7, Bình Thuận 7, Bến Tre 5, Cà Mau 4, Trà Vinh 4, Bình Định 2, Khánh Hòa 2, Nghệ An 1, Bà Rịa - Vũng Tàu 1 | [ 374 ] |
| 12   | 14.621                 | 228        | TPHCM 78, Bình Dương 23, An Giang 18, Đồng Nai 17, Tiền Giang 17, Đồng Tháp 8, Vĩnh Long 7, Sóc Trăng 7, Bạc Liêu 7, Tây Ninh 7, Long An 7, Kiên Giang 7, Cần Thơ 7, Bà Rịa - Vũng Tàu 4, Bến Tre 3, Quảng Nam 3, Trà Vinh 2, Bình Thuận 2, Bình Định 1, Đắk Lắk 1, Lâm Đồng 1, Cà Mau 1                                                                                              | [ 375 ] |
| 13   | 15.349                 | 242        | TPHCM 75, Đồng Nai 26, An Giang 25, Bình Dương 15, Cần Thơ 13, Long An 12, Tiền Giang 12, Tây Ninh 10, Đồng Tháp 10, Bình Thuận 7, Sóc Trăng 7, Vĩnh Long 6, Kiên Giang 5, Đắk Lắk 4, Bạc Liêu 4, Trà Vinh 3, Bến Tre 3, Cà Mau 2, Hà Nội 1, Hải Phòng 1, Hòa Bình 1 | [ 376 ] |
| 14   | 15.203                 | 252        | TPHCM 64, An Giang 28, Đồng Nai 27, Bình Dương 18, Tây Ninh 16, Bạc Liêu 12, Đồng Tháp 10, Tiền Giang 10, Kiên Giang 9, Long An 8, Sóc Trăng 7, Bình Thuận 6, Hà Nội 6, Trà Vinh 5, Vĩnh Long 4, Cà Mau 4, Vĩnh Phúc 3, Khánh Hòa 3, Bà Rịa - Vũng Tàu 3, Bến Tre 3, Bình Phước 2, Bình Định 2, Gia Lai 1, Ninh Thuận 1, Hậu Giang 1                                                  | [ 377 ] |
| 15   | 15.522                 | 283        | TPHCM 74, An Giang 27, Bình Dương 25, Cần Thơ 23, Đồng Nai 22, Tiền Giang 18, Vĩnh Long 15, Long An 10, Sóc Trăng 9, Tây Ninh 9, Đồng Tháp 9, Bình Thuận 7, Kiên Giang 7, Bạc Liêu 5, Khánh Hòa 4, Bến Tre 3, Cà Mau 3, Hải Phòng 3, Bình Phước 2, Bà Rịa - Vũng Tàu 2, Hà Nội 1 | [ 378 ] |
| 16   | 15.267 +18.792 bổ sung | 241        | TPHCM 65, Đồng Nai 26, An Giang 20, Tây Ninh 19, Tiền Giang 15, Bình Dương 14, Cần Thơ 12, Đồng Tháp 10, Kiên Giang 10, Sóc Trăng 9, Bình Thuận 7, Vĩnh Long 6, Long An 5, Trà Vinh 4, Bạc Liêu 4, Bình Định 3, Bình Phước 3, Cà Mau 3, Bà Rịa - Vũng Tàu 2, Hà Nội 2, Quảng Ngãi 1, Khánh Hòa 1                                                                                      | [ 379 ] |
| 17   | 15.215                 | 246        | TPHCM 60, Bình Dương 22, Đồng Nai 21, An Giang 18, Cần Thơ 15, Bến Tre 12, Tiền Giang 12, Tây Ninh 11, Đồng Tháp 11, Kiên Giang 11, Vĩnh Long 9, Sóc Trăng 8, Long An 8, Bình Thuận 6, Cà Mau 6, Hà Nội 4, Bạc Liêu 4, Bà Rịa - Vũng Tàu 3, Nghệ An 1, Đắk Lắk 1, Trà Vinh 1, Bình Phước 1, Hậu Giang 1                                                                               | [ 380 ] |
| 18   | 15.883                 | 248        | TPHCM 65, Đồng Nai 24, An Giang 23, Tiền Giang 15, Kiên Giang 15, Bình Dương 14, Đồng Tháp 12, Cần Thơ 12, Sóc Trăng 11, Tây Ninh 9, Long An 9, Vĩnh Long 9, Khánh Hòa 7, Bình Thuận 7, Cà Mau 6, Bà Rịa - Vũng Tàu 4, Bạc Liêu 3, Quảng Ngãi 1, Gia Lai 1, Lạng Sơn 1 | [ 381 ] |
| 19   | 16.093                 | 215        | TPHCM 57, Đồng Nai 23, Bình Dương 18, An Giang 16, Tiền Giang 13, Cần Thơ 12, Sóc Trăng 11, Đồng Tháp 11, Tây Ninh 9, Bình Thuận 7, Bình Phước 6, Vĩnh Long 6, Bà Rịa - Vũng Tàu 5, Trà Vinh 5, Hà Nội 3, Bến Tre 3, Khánh Hòa 3, Bạc Liêu 3, Long An 2, Quảng Ngãi 1, Hậu Giang 1 | [ 382 ] |
| 20   | 14.966                 | 225        | TPHCM 56, Đồng Nai 30, An Giang 22, Bình Dương 16, Bến Tre 14, Sóc Trăng 11, Tiền Giang 11, Vĩnh Long 9, Long An 8, Đồng Tháp 8, Cần Thơ 8, Bình Thuận 7, Khánh Hòa 4, Cà Mau 3, Gia Lai 2, Đắk Nông 2, Lâm Đồng 2, Bình Phước 2, Bà Rịa - Vũng Tàu 2, Kiên Giang 2, Trà Vinh 2, Nghệ An 1, Quảng Nam 1, Bình Định 1, Đà Nẵng 1                                                       | [ 383 ] |
| 21   | 16.316                 | 250        | TPHCM 58, Tây Ninh 31, Đồng Nai 20, Tiền Giang 15, Bình Dương 14, Cần Thơ 12, Kiên Giang 11, Sóc Trăng 10, Đồng Tháp 9, Vĩnh Long 9, Hà Nội 8, Bến Tre 8, Bà Rịa - Vũng Tàu 7, Bạc Liêu 6, Bình Thuận 6, Long An 5, Cà Mau 4, Đắk Lắk 3, Trà Vinh 3, Khánh Hòa 3, Lâm Đồng 2, Hậu Giang 2, Quảng Ngãi 1, Bình Định 1, Ninh Thuận 1, Bình Phước 1                                      | [ 384 ] |
| 22   | 16.522                 | 210        | TPHCM 46, An Giang 27, Bình Dương 17, Tiền Giang 15, Tây Ninh 13, Đồng Tháp 12, Sóc Trăng 11, Cần Thơ 11, Kiên Giang 10, Vĩnh Long 8, Bình Thuận 6, Bà Rịa - Vũng Tàu 6, Hà Nội 5, Bạc Liêu 5, Cà Mau 5, Long An 4, Trà Vinh 3, Bình Định 2, Bến Tre 2, Đắk Lắk 1, Hậu Giang 1 | [ 385 ] |
| 23   | 16.367                 | 280        | TPHCM 44, Đồng Nai 38, An Giang 28, Bình Dương 17, Đồng Tháp 15, Tây Ninh 14, Tiền Giang 14, Long An 13, Cần Thơ 12, Vĩnh Long 11, Bà Rịa - Vũng Tàu 10, Kiên Giang 9, Cà Mau 8, Khánh Hòa 6, Sóc Trăng 6, Hà Nội 5, Hậu Giang 5, Bạc Liêu 5, Bình Thuận 4, Bình Định 3, Bình Phước 3, Lâm Đồng 2, Trà Vinh 2, Quảng Nam 1, Quảng Ngãi 1, Phú Thọ 1, Đà Nẵng 1, Gia Lai 1, Đắk Nông 1 | [ 386 ] |
| 24   | 16.142                 | 235        | TPHCM 44, Đồng Nai 20, An Giang 18, Tiền Giang 15, Đồng Tháp 13, Cần Thơ 13, Vĩnh Long 12, Bình Dương 11, Bến Tre 11, Tây Ninh 10, Kiên Giang 9, Sóc Trăng 7, Bình Định 6, Hà Nội 5, Trà Vinh 5, Cà Mau 5, Khánh Hòa 4, Bình Thuận 4, Bà Rịa - Vũng Tàu 4, Bạc Liêu 4, Bình Phước 2, Long An 2, Hậu Giang 2, Hải Phòng 1, Phú Thọ 1, Ninh Thuận 1, Lạng Sơn 1, Lâm Đồng 1             | [ 387 ] |
| 25   | 15.559                 | 241        | TPHCM 42, Đồng Nai 39, An Giang 18, Bình Dương 18, Tiền Giang 16, Tây Ninh 12, Đồng Tháp 12, Kiên Giang 12, Cần Thơ 12, Vĩnh Long 10, Sóc Trăng 9, Cà Mau 7, Trà Vinh 6, Hà Nội 5, Bà Rịa - Vũng Tàu 4, Khánh Hòa 3, Bình Thuận 3, Long An 3, Hậu Giang 3, Bạc Liêu 3, Đắk Lắk 2, Phú Yên 2                                                                                           | [ 388 ] |
| 26   | 15.182                 | 207        | TP HCM 36, An Giang 24, Tiền Giang 16, Tây Ninh 15, Đồng Nai 15, Vĩnh Long 13, Đồng Tháp 12, Kiên Giang 12, Bình Dương 9, Sóc Trăng 8, Bến Tre 7, Cà Mau 7, Cần Thơ 6, Trà Vinh 5, Bình Định 4, Bình Thuận 4, Hà Nội 3, Long An 3, Khánh Hòa 3, Bà Rịa - Vũng Tàu 2, Lạng Sơn 1, Quảng Ngãi 1, Phú Yên 1, Bạc Liêu 1                                                                  | [ 389 ] |
| 27   | 14.867                 | 204        | TP HCM 30, An Giang 22, Đồng Nai 17, Bình Dương 15, Tây Ninh 14, Sóc Trăng 13, Tiền Giang 13, Vĩnh Long 12, Kiên Giang 12, Bà Rịa - Vũng Tàu 11, Cần Thơ 11, Bến Tre 8, Cà Mau 7, Bạc Liêu 6, Khánh Hòa 3, Bình Thuận 3, Trà Vinh 3, Quảng Nam 1, Bình Định 1, Nghệ An 1, Đắk Lắk 1                                                                                                   | [ 390 ] |
| 28   | 14.421                 | 214        | TP HCM 35, An Giang 15, Tây Ninh 15, Vĩnh Long 15, Đồng Tháp 14, Tiền Giang 14, Đồng Nai 13, Kiên Giang 12, Cần Thơ 12, Sóc Trăng 12, Hà Nội 11, Bình Dương 8, Long An 7, Bến Tre 7, Bình Phước 4, Bình Thuận 4, Hậu Giang 4, Trà Vinh 4, Hải Phòng 1, Lạng Sơn 1, Khánh Hòa 1, Bạc Liêu 1                                                                                            | [ 391 ] |
| 29   | 13.873                 | 214        | TP HCM 40, An Giang 28, Đồng Nai 21, Đồng Tháp 15, Tiền Giang 15, Bình Dương 14, Vĩnh Long 14, Cà Mau 14, Cần Thơ 13, Hà Nội 11, Tây Ninh 11, Kiên Giang 11, Bà Rịa - Vũng Tàu 11, Khánh Hòa 5, Bạc Liêu 4, Trà Vinh 3, Bình Thuận 3, Long An 3, Đắk Lắk 2, Hậu Giang 2, Bắc Ninh 1, Quảng Nam 1, Bình Định 1, Phú Yên 1, Đà Nẵng                                                     | [ 392 ] |
| 30   | 16.980 +2.868 bổ sung  | 240        | TPHCM 37, Bình Dương 20, An Giang 16, Cần Thơ 16, Đồng Tháp 15, Vĩnh Long 15, Tiền Giang 14, Kiên Giang 13, Hà Nội 13, Sóc Trăng 12, Bà Rịa - Vũng Tàu 11, Long An 10, Tây Ninh 9, Bến Tre 8, Bình Thuận 6, Cà Mau 6, Trà Vinh 5, Phú Yên 5, Thừa Thiên - Huế 2, Hậu Giang 2, Hải Phòng 1, Lạng Sơn 1, Lâm Đồng 1, Đắk Lắk 1, Bạc Liêu 1                                              | [ 393 ] |
| 31   | 16.476                 | 226        | TPHCM 34, Đồng Nai 18, An Giang 18, Vĩnh Long 15, Cần Thơ 15, Đồng Tháp 14, Bình Dương 13, Kiên Giang 12, Sóc Trăng 11, Khánh Hòa 10, Tiền Giang 10, Bình Phước 8, Hà Nội 7, Bạc Liêu 7, Hậu Giang 6, Tây Ninh 5, Cà Mau 5, Bình Thuận 4, Bà Rịa - Vũng Tàu 4, Trà Vinh 3, Long An 2, Gia Lai 2, Quảng Ngãi 1, Bình Định 1, Lâm Đồng 1                                                | [ 394 ] |

Tiếp theo: Năm 2022